# Реутов
Ре́утов (произношениео файле) — город в Московской области России. Город областного значения, образует одноимённый городской округ. Входит в московскую агломерацию, население — 112 070 человек (2024).
Первое письменное упоминание относится к 1573 году. Районный центр в 1929—1941 годах. Статус города получен в 1940 году. Ряд населённых пунктов был включён в состав Реутова. Бывший старинный центр текстильной промышленности, наукоград.
Реутов расположен на западе России, в центре Восточно-Европейской равнины, в междуречье левых притоков Москва-реки. Граничит с Москвой и городским округом Балашиха.

## Этимология
- По распространённой версии, на самой высокой точке данной местности когда-то могла находиться одна из башен сигнальной линии, передающих сигнал о приближении противника к Москве. На такой башне мог висеть колокол — ре́ут (один из двенадцати видов колоколов, отливавшихся на Руси). В словаре В. И. Даля читаем выражение: «вечер и утро благовест в реут»; иначе говоря — утром и вечером, приглашая прихожан на службу, в церквях били в «реут» (то есть в самый большой колокол на колокольне)[8][9].
- Возможно, название восходит к более раннему владельцу. Вероятнее всего, им был Иван Реут, живший в первые десятилетия XVI века и владевший здешними селениями. Он служил стольником у Ивана IV Грозного и получил земли за службу. Своё прозвище он получил за громкий голос — «реут», что по-старославянски означает «крикун». Известно, что в 1548 году его сын, дьяк Авксентий Иванович Реутов, упоминается как землевладелец в Василыгове стане, куда входили Ивановское и Реутово. За деревней закрепилось прозвище хозяина — Реутово (ударение правильнее ставить на первом слоге «ре-», поскольку в изначальном слове «реут» ударение падает на первый слог. Эту гипотезу происхождения названий Ивановского и Реутова разделяют известный краевед, исследователь Москвы и восточного Подмосковья Александр Владимирович Бугров и другие[7].
- Когда-то слово звучало как «ревут»: корень слова — рев-, однако впоследствии звук «в» из него выпал. Итак, ‛реут’ — то же, что ‛ревун’. Отчество от прозвища Реут. Основой имени предполагали «реут» («ревут») — ‛большой колокол’. Б. Унбегаун уточнил значение прозвища: ‛ревущий, шумящий’, минуя значение ‛колокол’. В фамилиях «Ре́утовы» ударение удержано на первом слоге. Родственная фамилия — «Ревунов». Фамилии «Реука», «Реутских» из запросов. Очевидно, имеет ту же основу, а о фамилиях на -их/ых можно прочитать в вопросах. В Ономастиконе Веселовского есть: «Реут, Реутов: Юрий Реут, крестьянин, 1495 г., Новгород; Авксентий Реутов, дворцовый дьяк, 1550 г. [см. Тенрицкий]. Реут — большой колокол»[10].

## Геральдика

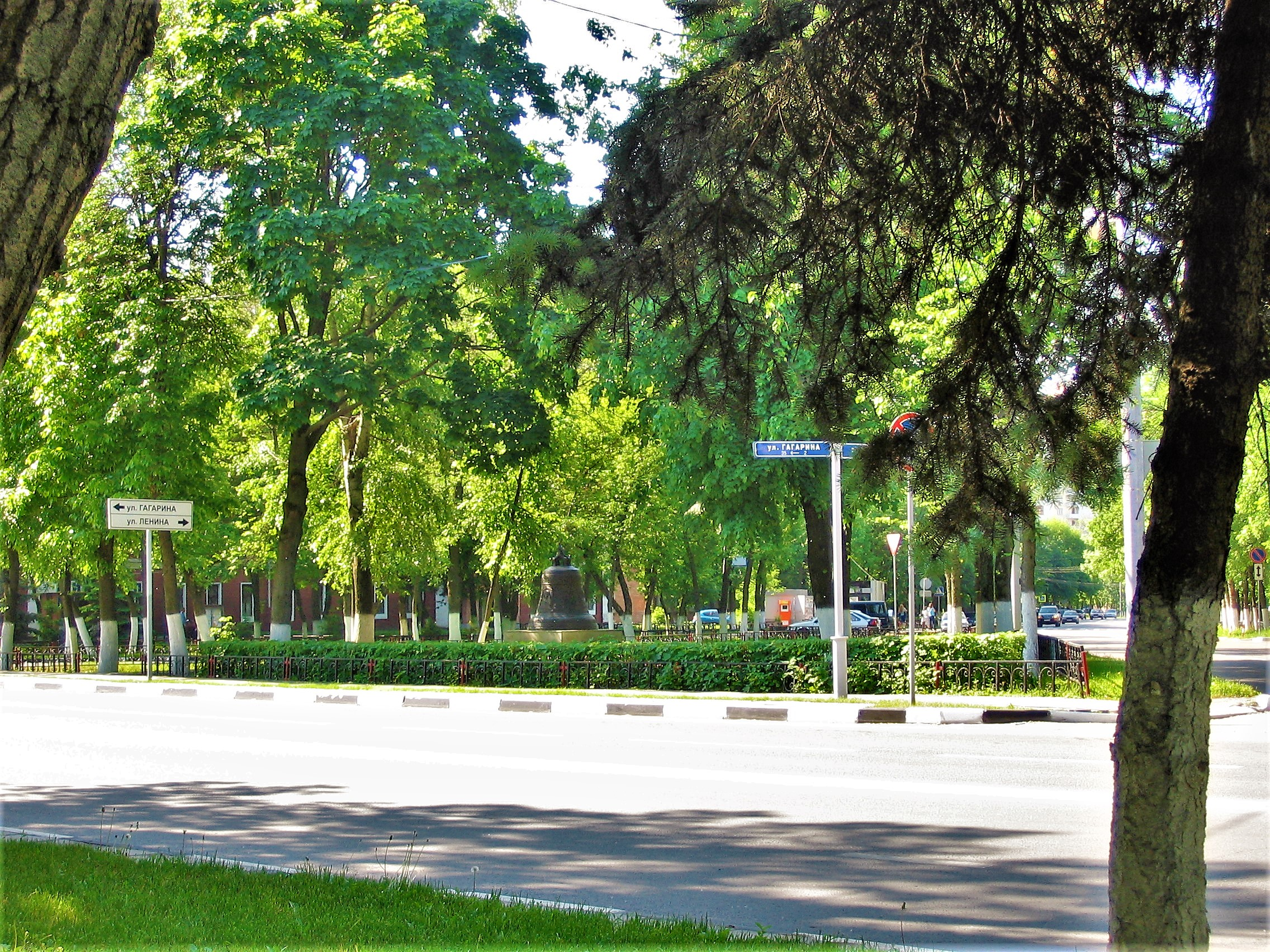
Сквер на пересечении улиц Ленина и Победы

В январе 1993 года малый Совет народных депутатов утвердил проект герба, который подготовили художники В. М. Чернега, В. И. Ровбуть и А. И. Ярославцев. В проекте использовался основной символ города: колокол-реут. Голубь был добавлен на герб по предложению Николая Николаевича Ковалёва, тогда председателя городского Совета народных депутатов, а теперь бессменного первого заместителя главы города. В 2005 году, в год 65-летия статуса города, на пересечении центральных улиц установлен памятник — колокол с сидящим на нём голубем.

## Физико-географическая характеристика

### Географическое положение

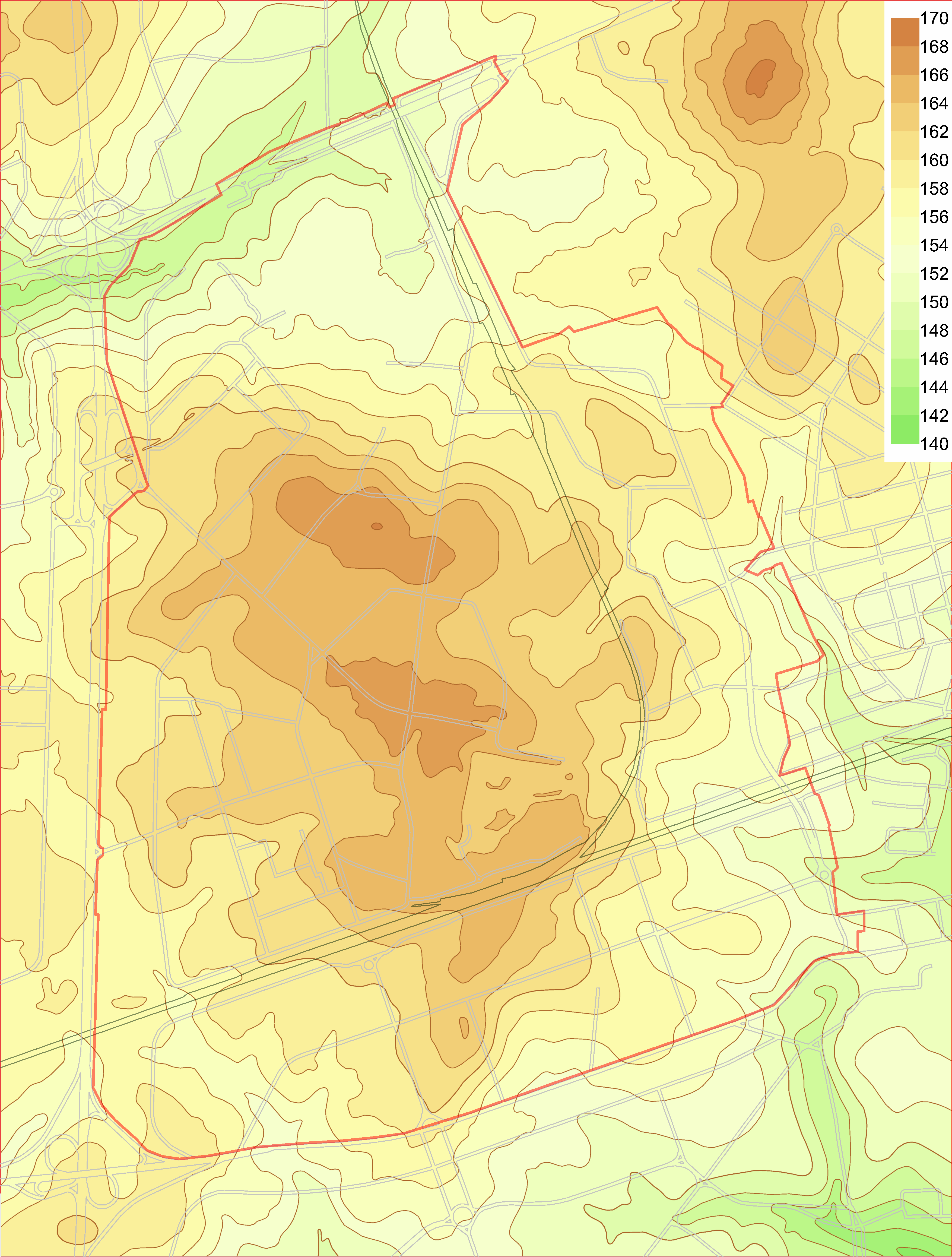
Исторический рельеф (на середину XX века); красным указаны современные (2021) границы города, серым — современная улично-дорожная сеть, чёрным — границы территории, занятой путями Горьковского направления Московской железной дороги

Реутов является городским округом Московской области и прилегает к восточной границе Москвы. С севера он граничит с шоссе Энтузиастов, с востока — с Балашихой, с юга — с московским районом Новокосино (разделены Носовихинским шоссе), с запада — с районами Новогиреево и Ивановское (разделены МКАД). Входит в Московскую агломерацию и, в её составе, в Балашихинско-Люберецкую агломерацию второго порядка.
Высшая точка города — 168 м над уровнем моря, она находится в мкр. 1, в окрестности дома № 22 корп.1 по Советской улице. Низшая точка города — 146 м над уровнем моря — это урез реки Серебрянки на входе в подземный коллектор на территории вертодрома «Хелипорт Реутов» на северо-западной окраине города.
Реутов находится в часовой зоне МСК. Смещение применяемого времени относительно UTC составляет +3:00. В соответствии с применяемым временем и географической долготой, средний солнечный полдень наступает примерно в 12:30.

### Климат

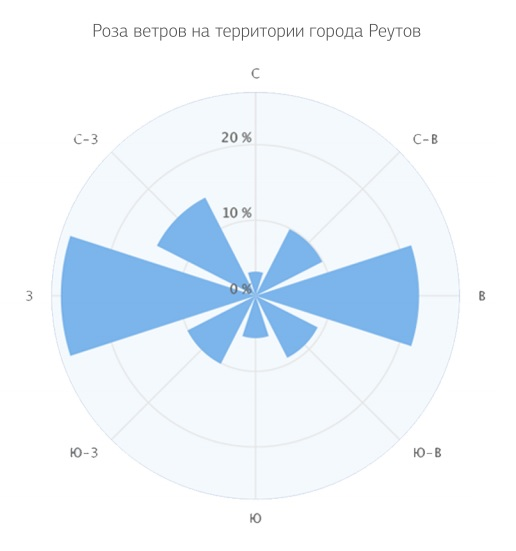
Роза ветров

Климат Реутова — умеренно континентальный.
Среднегодовая температура составляет +4,9 °C. С ноября по март средние месячные температуры воздуха отрицательные. Наиболее холодными месяцами являются январь и февраль. Самая низкая температура: −41,4 °C (январь 1940). Самым тёплым месяцем является июль, средняя многолетняя температура воздуха которого составляет +17,9 °C. Самая высокая температура: +40,8 °C (июль 2010).
Снежный покров обычно устанавливается в период от конца октября до конца января. Средняя дата установления снежного покрова приходится на 2 декабря. Средняя многолетняя высота снежного покрова составляет 38 см, изменяясь по
годам от 17 до 65 см. Запас воды в снеге может составлять до 80—100 мм. Средняя продолжительность периода со снежным покровом составляет 143 дня. Высота снежного покрова существенно влияет на глубину промерзания почвы. Средняя максимальная глубина промерзания составляет 60—65 см. В аномально холодное время и малоснежные зимы глубина промерзания достигает 145 см. Снеготаяние начинается в середине марта и продолжается 2-3 недели. Сходит снежный покров в первых числах апреля, в среднем 11 числа (самая ранняя дата схода снежного покрова — 23 марта, а самая поздняя — 29 апреля). В первой половине апреля почва протаивает на глубину 10 см, а полное таяние заканчивается в конце апреля. Преобладающими направлениями ветра в течение года является южное (повторяемость 18 %). Штилевая погода в данном районе, создающая неблагоприятные условия для рассеивания вредных примесей в атмосфере, наблюдается нечасто (среднегодовая повторяемость — 9 %). Средняя годовая скорость ветра — 2,4 м/с, причём в летнее время она составляет 1,7 м/с, в зимнее 2,5 м/с. Скорость ветра вероятностью превышения 5 % составляет 5 м/с. Величина относительной влажности в районе колеблется от сезона к сезону и от года к году. По среднемноголетним данным она составляет 60—70 %. Максимум осадков, как правило, приходится на июль месяц, минимум — на февраль-апрель. Среднегодовое количество осадков составляет 650 мм.

### Ландшафт
Территория Реутова расположена в Мещёрской низменности. Подмосковная Мещёра — плоская зандровая равнина с отдельными пологими моренными поднятиями и неглубоким залеганием юрских глин и каменноугольных известняков, перекрытых водно-ледниковыми песками и супесями, с небольшими болотами, с сосновым лесом на песчаных дерново-подзолистых почвах. Абсолютные высоты составляют около 140 м. Большие высоты (150—160 м) характерны обычно для моренных островов. Эрозионное расчленение на повышенных участках усиливается, но, в общем, оно по всей Мещёре очень невелико. Оврагов почти нет. По совокупности природных условий в рассматриваемой части ландшафта Подмосковная Мещёра выделяются две местности: это Реутовская плоская равнина и Пехоркинская слабоволнистая равнина. Каждая местность отличается по сочетанию основных урочищ, для которых характерны свои особые свойства. Город Реутов полностью расположен в Реутовской местности. Реутовская местность на западе вытянута вдоль границы территории Москвы, является частью Московской моренно-зандровой слабоволнистой равнины. Абсолютные высоты 140—160 м. Сложена местность мореной с чехлом супесей и песков разной мощности. Преобладают среднедренируемые, реже хорошо дренируемые почвы. В почвенном покрове распространены дерново-слабо- и среднеподзолистые глееватые, реже дерново-среднеподзолистые почвы. Естественный почвенный покров, представленный главным образом дерново-подзолистыми почвами, сохранился только в отдельных немногих местах, не тронутых строительством. Первичные почвы промышленных ландшафтов практически отсутствуют, а существующая почва представляет собой смесь привозных почв с промышленным, бытовым и строительным мусором. Залесённость неравномерная — около 30 % территории. Все леса ценные, высоко- и среднебонитетные — хвойные, мелко- и среднеконтурные, сильнодеградированные, неустойчивые.

### Водоёмы
Территория городского округа расположена в водосборном бассейне левых притоков реки Москвы:
Северная часть города исторически располагалась в бассейне левого притока реки Москвы реки Яузы:
- бассейн левого притока Яузы реки Хапиловки:

- бассейн верхнего течения левого истока Хапиловки реки Серебрянки:

- бассейн левого притока Серебрянки Ивановского ручья
- бассейн левого притока Серебрянки Чёрного ручья

Центральная и южная части города исторически относились к бассейну левого притока реки Москвы реки Пехорки:
- бассейн правого притока реки Пехорки реки Руднёвки

- бассейн левого притока реки Руднёвки реки Чечёры

- бассейн правого притока реки Чечёры реки Робки
- бассейн правого притока реки Чечёры Никольской канавы

- бассейн левого притока реки Руднёвки Банной канавы

Небольшой фрагмент юго-западной части современной территории Реутова исторически располагался в бассейне левого притока реки Москвы реки Нищенки:
- бассейн левого притока реки Нищенки реки Чурилихи

В Реутове находятся следующие водоёмы:
- Фабричный пруд (5,17 га), преобразован из болота не позднее 1766 года[16], вокруг него разбит одноимённый парк
- Восточный Фабричный пруд (0,32 га), располагается на территории «НПО машиностроения»
- река Рябка (Робка) — одно из исторических названий верхней части реки Чечёры, вытекает из Фабричных прудов и появляется в открытом русле у западной (ближней к Москве) оконечности современной железнодорожной станции Никольское
- река Чечёра — протекает у восточной окраины городской черты в 59 лесном квартале Кучинского участкового лесничества
- река Серебрянка — протекает у северной окраины городской черты в районе автодороги «Волга»
- безымянный водоток южнее примыкания ул. Новой к МКАД с тыльной стороны ресторана «Макдоналдс» и автосалона «Favorit Motors Hyundai»[17]

Весной 2017 года выполнили очистку берегов и дна Фабричного пруда, проведены работы по углублению дна. Летом 2017 года для оценки пригодности содержания и разведения рыб отобраны пробы и выполнены химические анализы воды, в результате превышение предельно допустимой концентрации веществ не выявлено. Был сделан вывод о том, что санитарно-гигиеническое состояние Фабричного пруда отвечает требованиям, которые предъявляются к водоёмам рыбохозяйственного водопользования, в то же время состояние реки Серебрянки не удовлетворяет этим требованиям.
Исчезли с поверхности следующие водоёмы:
- Несколько прудов: Кузнецовский (у МКАД[19][20]), Морозовский (сейчас спортплощадка у дома № 15 по улице Победы[21]), Иван Борисов (у Гагаринской проходной НПО машиностроения), «Болото» (на месте дома № 16 по Юбилейному проспекту[22]), Банный (вблизи современного дома 8А по ул. Ленина[23][24]) и другие небольшие пруды[25].
- Банная канава — исторически имела исток из Банного пруда (ныне исчезнувшего) вблизи современного дома 8А по ул. Ленина[23][24], далее протекала на юго-запад в направлении дома № 3 по ул. Комсомольской, здесь поворачивала на юг, в промежутке между магазином «Лента» и западной оконечностью ГСК «Южный-2» пересекала Носовихинское шоссе и покидала современную территорию города.
- Река Никольская канава — начиналась на территории современного Никольского рынка в мкр. Никольско-Архангельский города Балашиха; по территории города не протекала, однако часть города относится к её водосборному бассейну.

### Растительность
В зонах внешних повышенных антропогенных нагрузок плотность зелёных насаждений недостаточна, что влечёт за собой невыполнение санитарно-защитной функции озеленения в условиях городской застройки. Переуплотнённая застройка, повышенная плотность населения на сравнительно малой территории пагубно сказывается на количестве и качестве озеленения. При расшифровке двух спутниковых снимков с разницей в 25 месяцев (18.04.2018 и 11.05.2020) было выявлено, что количество озеленённых территорий сократилось на 8 %.
В пределах городского округа находится квартал № 59 Кучинского участкового лесничества Ногинского лесничества.

### Фауна
В связи с высоким уровнем техногенного освоения на данной территории достаточно бедный животный мир, который представлен видами, характерными для города. Млекопитающие представлены полёвками. Птицы представлены воробьями, воронами, голубями, сороками, синицами большими, гаичками, трясогузками, галками, грачами. На Фабричном пруду появляются перелётные птицы: огарь, кряква, чомга, крачки, чайки. Также отмечается вид пресмыкающихся американского происхождения красноухая черепаха, что является обычным результатом выпуска аквариумных особей в живую природу.

### Объекты негативного воздействия
- По информации министерства экологии Московской области, внешним источником неприятных запахов, которые периодически возникали в Реутове, являлся закрытый в июне 2017 года полигон «Кучино». Другие ближайшие источники выбросов: мусоросжигательный завод № 4, Люберецкие очистные сооружения, Московский нефтеперерабатывающий завод[30][31].
- Огромный вклад в загрязнение атмосферы вносит транспорт и промышленные предприятия. Согласно данным экологического паспорта Москвы и Московской области, на территории и вокруг города расположено более 300 предприятий машиностроительной, деревообрабатывающей, металлообрабатывающей и пищевой промышленности, оказывающих влияние на состояние окружающей среды. Ими выбрасываются в атмосферный воздух вещества более 40 наименований загрязняющих веществ. Основными загрязнителями атмосферы являются взвешенные вещества, диоксид азота, оксид углерода, формальдегид, оксид серы, углеводороды. Валовой выброс загрязняющих веществ в атмосферу составляет более 12 тыс. тонн в год. Количество стационарных источников выбросов составляет 683 шт., из них оснащено газоочистными установками 124. При перемещении воздушных масс, преимущественно, с запада на восток, потоки ветра, не встречая искусственных преград, несут загрязнённый воздух из Москвы в Реутов.

### Охрана окружающей среды
Установлены контейнеры для раздельного сбора мусора и сбору опасных отходов (батареек, градусников и люминесцентных ламп).

## История
| Хронология землевладельцев | Хронология землевладельцев                      | Хронология землевладельцев |
| -------------------------- | ----------------------------------------------- | -------------------------- |
| годы                       | владельцы                                       |                            |
| 1573—1576                  | Посник Неронов                                  |                            |
| 1576—1578                  | Фёдор Евсеев сын Поздеев                        |                            |
| 1579—1623                  | князья Сабуровы, князья Василий и Иван Туренины |                            |
| 1624—1641                  | Дорофей Пустынников, подьячий                   |                            |
| 1641—1651                  | Стрешнев, Василий Иванович                      |                            |
| 1651—1678                  | Долгоруков Юрий Алексеевич                      |                            |
| 1679—1682                  | Долгоруков, Михаил Юрьевич                      |                            |
| 1683—1724                  | Долгоруков Василий Михайлович                   |                            |
| 1724—1733                  | Долгоруков, Сергей Петрович                     |                            |
| 1733                       | Долгоруков Яков Петрович                        |                            |
| 1733—1771                  | Долгорукова (Кикина) Екатерина Александровна    |                            |
| 1771—1787                  | Долгорукова Наталья Александровна               |                            |
| 1787—1810                  | Маслов Николай Иванович, князь                  |                            |
| 1810—1828                  | Андрей Михайлович Похвистнев                    |                            |
| 1828—1833                  | Екатерина Ивановна Дубровина                    |                            |
| 1833—1840                  | Мастинина Анна Степановна                       |                            |
| 1840—1843                  | Романов Михаил Ефимович                         |                            |
| 1843—1905                  | Мазурины                                        |                            |
| 1905—1918                  | Рабенек Карл Эдуардович                         |                            |

### Ранние упоминания. 1573—1843
Точная дата основания неизвестна. В уставе города записано, что Реутово было основано в 1492—1495 годах. Как и в случае с Москвой, историки полагают, что топоним появился намного раньше своего первого летописного упоминания. Есть версия, что Реутово возникло в 1395 году, но документального подтверждения этому не найдено.

В 1573 году пустошь Реутово впервые упоминается в писцовой книге, в ней было сказано, что:
За Посником за Нероновым, дано ему из достальных из порожних земель княж. Дмитроевское поместье Елецкого: пуст. Реутово: пашни пер. 33 чети в поле, а в дву потомуж худ. земли, сена 20 коп., лесу пашенного 3 дес.
В 1576 году в этой же писцовой книге упоминается о Реутово уже как о деревне: «…дер. Реутово, а в ней пашни (пробел), сена 30 коп., лесу пашенного 10 дес., да непашенного лесу 6 дес.»
В 1704 году в переписной книге говорится о сельце Реутове. На протяжении 136 лет эти земли принадлежали князьям Долгоруковым.
При князе Маслове появляется загородная усадьба, которая становится местом отдыха для московской знати. Предположительно, именно тогда насыпная дорога до села Ивановского (впоследствии Клубная улица) была вымощена булыжником, и продержалась в первозданном виде полтора века, заасфальтировали её только в 1959 году за одну ночь перед приездом в город Хрущёва.

### Образование посёлка. 1843—1917
В 1843 году московский купец первой гильдии Сергей Алексеевич Мазурин построил бумагопрядильную фабрику, назвав её в честь жены «Елизаветинская», возвёл спальный корпус (казарму) для рабочих и служащих. Гипотеза собственного кирпичного завода не нашла подтверждений.
В 1844 году появились церковно-приходская школа для мальчиков (на первом этаже казармы) и торговый дом с медпунктом (снесён в 2000).
К 1859 году население насчитывало 850 человек.
В 1871 году состоялась первая забастовка. Угрожая взорвать фабрику, рабочие требовали отмены штрафов. Другая группа рабочих начала бить стёкла, испортила водопровод и газовый кран. 6 человек были арестованы, многие уволены. Хозяин фабрики Митрофан Мазурин просил у московского губернатора прислать постоянный отряд солдат.
На схеме 1872 года отмечено здание больницы, ставшее впоследствии противотуберкулёзным диспансером на месте многоэтажного дома (Новая,19).
В 1873 году одним из первых учителей школы был Дмитрий Иванович Гамов, революционер-народник.
В 1879 году организована вторая забастовка. Стачка закончилась расправой солдат с безоружными рабочими.

В 1881 году вспыхнула третья забастовка. Рабочие добились отмены приказа правления об удлинении рабочей недели. На фабрике освоено производство кручёной пряжи. Построена двухэтажная деревянная школа. Посёлок обнесён высоким забором с четырьмя воротами, которые круглосуточно охранялись и закрывались после 22 часов до утра. Профессор Ф. Ф. Эрисман обследовал санитарное состояние. В докладной записке он отметил, что 
кроме трактира, расположенного непосредственно за фабричными воротами, других жилых строений вблизи нет... фабричные рабочие худы, изнурены... Женщины отличаются худобой и усталым видом.
В 1882 году построен «заразный барак» на 16 коек.
В 1883 году медицинская комиссия во главе с врачом В. Г. Богословским пришла к выводу: «…Население реутовской мануфактуры вымирает.»
В 1888 году строится каменное двухэтажное здание начального училища.
Вечером 5 июня 1895 года началась стачка рабочих в связи с задержкой выплаты полной заработной платы, увеличением продолжительности рабочего дня у сдельных и подённых рабочих, низкими расценками на сдельные работы, безучастностью администрации к жалобам рабочих. Требования — повысить расценки на 5 % и выплатить задолженность по заработной плате. В числе инициаторов стачки были, кроме местных рабочих: Д. Семёнова, Е. Евдокимова и др., 3 чел. с Ярославской Большой мануфактуры, убеждавших реутовцев стоять на своём и добиться успеха, как рабочие в Ярославле в мае того же года. Стачку начали 36-38 человек, в ночь на 6-е бастовали все (2100 человек, по другим данным 2000, около 2130). Стачка сопровождалась битьём стекол в конторе, директорском доме и в других зданиях. Прибыли губернатор, исправник, прокурор, товарищ прокурора, фабричный инспектор. Вызвана полиция, 3 сотни казаков, 3 роты пехоты. Казаки нагайками загнали рабочих в казармы. Арестовано 130 рабочих, 60 отдано под суд. С утра 8 июня были объявлены общий локаут и новый набор рабочих на фабрику. 70 рабочих взяли расчёт или были уволены и выдворены в административном порядке. Требования рабочих не были удовлетворены. В память о тех событиях установлена мемориальная доска.
В 1897 году на существующей с 1862 железнодорожной линии построена станция Ре́утово.
В 1900 году на берегу фабричного пруда был установлен мощный турбогенератор, в просторечии здание рядом с ним стали называть турбиной (Парковая, 10А).
В 1905 году фабрику и земли выкупает Карл Эдуардович Рабенек, правнук основателя «товарищества мануфактур Людвига Рабенека». При нём строится пятая и слесарская казармы, появляется пристройка («глагольчик») к третьей, строится двухэтажная больница, построена железнодорожная ветка к Московско-Нижегородская железная дорога. На фабрике создаётся подпольная организация большевиков.
В 1913 году проложено ответвление до Балашихи.
В 1914 году И. Е. Жучкин организовал две футбольные команды, позже став капитаном объединённой команды. К 1 ноября на станции Реутово был развёрнут госпиталь.
В апреле 1917 года создан профсоюз рабочих фабрики. В мае прошёл митинг-шествие с революционными лозунгами.

### Советский период

#### 1917-1953
26 октября 1917 года партийная ячейка большевиков приняла решение арестовать хозяина фабрики и двух урядников, установив, таким образом, советскую власть.
К 1918 году население составляло 3300 человек. Фабричный посёлок состоял из 5 казарм и «слесарской» (жилой дом для специалистов-механиков), кирпичной и деревянной школ (дом Балабанова); народного клуба, больницы, усадьбы, дома владельца фабрики с парком, двух жилых зданий управляющих фабрикой и подсобных помещений (балаганов). В центре посёлка находился торговый дом с пекарней. В декабре образован поселковый совет.
С декабря 1921 года по июнь 1924 были объединены поселковый совет Реутово и сельсовет Малых Крутиц.
В январе 1922 года в посёлке проживало 6,5 тысяч человек, в декабре 1926 — 6,6 тысяч человек.
В 1924 году первыми улицами, которые получили названия, были Вокзальная и Клубная (название дано по находящемуся на ней фабричному клубу). Для расселения семей рабочих началось строительство деревянных двухэтажных домов по американскому проекту.
С 1925 по 1930 год фабрика была передана Туркменской ССР. В 1925-28 годах построено общежитие для туркмен-практикантов, ставшее седьмой казармой для рабочих. Дом был известен как Атабаевка.
В 1927 году образованы улицы 10-летия Октября и Парковая (расположена в районе бывшего декоративного парка Маслова).
В январе 1928 года фабричный посёлок был преобразован в рабочий посёлок в составе Разинской волости (ныне Балашихинский район) Московского уезда.
В 1929 году, в соответствии с постановлением ВЦИК РСФСР от 12 июля, Реутово стало районным центром. В Реутовский район входило 37 населённых пунктов (вся территория бывшей Пехорской волости Московского уезда, Ивановское, Гольяново и Измайлово).
В 1930 году образована улица Котовского.
К 1931 году создано семь футбольных команд и Реутовский футбольный клуб (РФК).
К декабрю 1939 года в посёлке проживало 14,8 тысяч человек, в декабре 1940 — 14,7 тысяч человек.
К лету 1940 года сформировался жилой фонд из 22 различных домов; посёлков Новенькое, Красный реутовец, Меркуловский, Мальцев; дач, расположенных по обе стороны железной дороги.
7 октября 1940 года рабочий посёлок Реутово был отнесён к разряду городов с присвоением наименования Реутов. В мае 1941 года районный центр был перенесён в город Балашиху.
К лету 1941 года население достигло 14,7 тыс. человек, образовалась сеть из 18 улиц, 3 переулков и одной площади.
В годы Великой Отечественной в городе было развёрнуто 2 эвакуационных госпиталя. С наступлением холодов 1941 года в Реутове исчезли деревянные заборы, курятники и сараи — всё пошло на растопку.

##### Репрессии
- Первый красный директор прядильной фабрики, Василий Борисович Кузнецов, уже будучи переведённым на работу в Москву, 26 июня 1938 года был арестован, 28 августа осуждён, 14 сентября 1939 был расстрелян как «враг народа». Реабилитирован в 1957 году.

- В 1945 году был организован лагерь для заключённых восточнее станции Стройка за пределами территории города как того периода, так и современной; ныне эта территория относится к городу Балашиха. Весной 1950 года начальник ОЛП-54 Хорунжий на собраниях лагерной партийной ячейки, очевидно, касаясь строительства, описывал быт и состав заключённых так называемого «реутовского лагеря»:…я считаю с организацией лагучастка № 3 Кавэксадрон была допущена поспешность. Завезли контингент, а личного состава ещё там не было, кроме этого и в подборе контингента мы отнеслись несерьёзно, завезли туда инвалидов, калек, подростков и т. д…

Заключённые строили казармы на том месте, где в настоящее время размещаются подразделения отдельной дивизии особого назначения (ОДОН) им. Дзержинского. Обиходное название лагеря — «Кавэскадрон» — очевидно, происходит от кавалерийского эскадрона отряда особого назначения НКВД, от которого ведёт свою историю дивизия им. Дзержинского. В конце 1940-х годов это историческое название оставалось неофициальным наименованием данной войсковой части НКВД. 1 января 1953 лагпункт № 4 (номер поменялся) «Реутово» ещё существовал, но в списке мест заключения, составленном прокуратурой на дату 23 марта 1954 года, этого лагеря уже не было.
- Зимой 1949 года в Реутове был построен сначала палаточный, а затем и барачный лагерь примерно в том месте, где сейчас стоят девятиэтажные дома № 9 и 11 по Юбилейному проспекту. Его заключённые строили из сборных финских домиков посёлок «Агрогородок» для жителей, выселенных с московских Воробьёвых гор в связи со строительством там комплекса зданий МГУ). Старожил-реутовчанин Яков Александрович Родин рассказывал[45]:Заключённых, которые строили Агрогородок, никто не боялся, наоборот, местные их жалели. Потому что были среди этих арестантов в большинстве своём репрессированные после войны люди. Мы часто общались с ними через колючую проволоку.

Силами репрессированных в 1953 году построен дом культуры «Маяк» (Южная улица, 17).

#### Позднесоветский период
В 1955 году опытно-конструкторскому бюро № 52 была передана территория реутовского механического завода. Его генеральным конструктором был назначен академик Владимир Николаевич Челомей. На предприятии до середины 1990-х годов работало около 10 000 человек.
19 ноября 1958 года по предложению председателя Московского областного общества краеведов профессора Ф. Н. Петрова создано Реутовское краеведческое общество. На протяжении трёх десятилетий собирались документы, фотографии, воспоминания ветеранов.
18 августа 1960 года Реутов в числе территорий лесопаркового защитного пояса Москвы (ЛПЗП) был передан в состав района Москвы, однако после завершения строительства МКАДа, 28 сентября 1961 года ЛПЗП и, соответственно, город Реутов был возвращён в состав Московской области. При этом часть района, оказавшаяся внутри МКАД, осталась в составе Москвы и ныне входит в районы Ивановское, Восточный и Гольяново.
В 1961 году получила название улица Гагарина.
В 1965 году в черту города были включены земли совхоза, Клубная переименована в улицу Победы к 20-летию победы в Великой Отечественной войне.
В 1969 году в черту города были включены посёлок Агрогородок и деревня Крутицы, а также все предприятия нынешней промышленной зоны.
30 декабря 1970 года Реутов выделен из состава Балашихинского района и отнесён к категории городов областного подчинения.
В 1974 году к 50-летию Туркменской ССР улица Вокзальная была переименована в Ашхабадскую.
В 1977 году к 60-летию Октябрьского переворота большевиков 1917 года образован Юбилейный проспект.

### Современность
Только в 1991 году произошёл качественный поворот в деле создания городского музея, так как Реутов долгое время считался «закрытым»[уточнить]. Под музей было выделено помещение бывшего кабинета политического просвещения. В 1994 году в городе был открыт первый музей истории реутовской мануфактуры. В 1998 году на базе этого музея был создан городской историко-краеведческий музей. Евгений Константинович Сергеев написал первые книги по истории Реутова.
В 1992 году именем академика Челомея названа улица в южной части города.
В 1999 году в черту города была включена деревня Поповка. В ночь с 8 на 9 мая в подъезде дома по адресу Ленина-8а при исполнении погибли сотрудники вневедомственной охраны братья Фоминых Александр и Алексей. Их именем назван проезд в северной части города и установлены мемориальные доски. Площадь перед ДК «Мир» названа именем академика Челомея.
29 декабря 2003 года получил статус наукограда на срок до 31 декабря 2027 года.
В 2004 году получен статус городского округа.
В 2005 году восемь из одиннадцати депутатов городского совета сложили свои полномочия в связи с несогласием с проводимыми реформами.
В 2012 году Реутов стал первым городом Подмосковья, в котором появилось метро. Два выхода станции московского метрополитена «Новокосино» находятся на территории города.
В 2014 году, к 100-летию академика Владимира Николаевича Челомея, ему был установлен памятник.
В 2015 году улица нового микрорайона 6А названа именем Реутовских ополченцев, открыта мемориальная доска. Идея назвать одну из новых улиц появилась у ветерана Владимира Собко. На протяжении нескольких лет совместно со школьниками и краеведами он занимался поиском информации о не вернувшихся с фронта земляках, воевавших в 1941 году в составе 2-й дивизии народного ополчения Москвы.
В 2020 году присвоено название Юбилейному проезду, Рабочей улице (возвращено) и 7-й Верхней линии. После реконструкции дублёра Южной улицы в пешеходную образована новая площадь.
В 2021 году из городского округа Балашиха в городской округ Реутов передана территория 0,2076 км², с расположенными на ней путепроводом и 59 кварталом Кучинского лесничества.
В 2022 году присвоено название Солнечному проезду.
С апреля 2024 года установлено несколько мемориальных досок погибшим участникам российского вторжения в Украину.

### Исторические топонимы
На территории города располагались населённые пункты:
- Пищальниково — первое упоминание о пустоши Пищалниково (так в документе) относится к 1576 году, деревни — к 1709, сельца — к 1833. Сейчас трудно установить точно, почему данное поселение названо именно так. Вполне вероятно, что название могло пойти от размещавшихся здесь, на подступах к Москве, отряд воинов-пищальников, вооружённых одним из ранних образцов русского оружия — пищалями. Установить, когда были ликвидированы последние дома деревни, не удалось. Овощеводческий совхоз был основан в 1928 году. В 1975—1977 годах на древнем суходолье построен 6-й микрорайон.
- Ивановское (1576—1982). В 1961 году, после окончания строительства МКАД, которая пересекла старинное село, восточная часть оказалась в Московской области (современная улица Некрасова). Последние дома снесли к 1982 году.
- Мальцевка (позже Мальцев) (1911—1963) — дачный посёлок основан в 1911 году. В последующем в посёлке проживали рабочие, которые занимались частным извозом хлопка и пряжи, торфа, леса, сена, кирпича и др. Здесь же жили скотобойцы, которые забивали скот и готовили солонину для жителей Реутово. В 1931 году в посёлке имелось 14 домов. Снесён в 1963 году. В настоящее время на месте посёлка находятся улицы: Новая и Новогиреевская.
- К 1963 году ушли в историю: «Посёлок грабарей», «Шуми городок», «Свинарник», «Курятник», «Конный двор», «Камчатка» (дом у Горенских ворот[79]), «Шанхай» (посёлок юго-западнее Караганды, от улицы Октября углублялся в сторону Носовихинского шоссе, «Караганда» (неофициальное название исчезнувшего посёлка в районе нынешней улицы Октября, ближе к бывшему Никольскому переезду. Дома здесь были барачного типа, в том числе и двухэтажные. Несколько из них спроектировал московский архитектор Иван Кузнецов, ученик Фёдора Шехтеля и Леонтия Бенуа. В этих домах получили жильё рабочие завода «Подъёмник». Многие из них жили до переселения рядом с платформой «Карачарово». Возможно, «Карачарово» в народе кто-то однажды переиначил на более звучную «Караганду»: доподлинно историю присвоения названия выяснить сложно)[80].
- Крути́цы (также Ма́лые Крути́цы) — деревня впервые упоминается в писцовой книге 1576 года. Название деревни определилось её принадлежностью епископам (с середины XV в.), а затем митрополитам (с 1589) Крутицким. Название митрополии обусловлено местом пребывания её владыки — Крутицким подворьем в Москве, которое находилось в урочише Крутицы {известно с XIV в.) на крутом берегу р. Москвы. Позже, для отличия этой деревни от Крутиц в Москве, её стали называть Малые Крутицы. В списке 1862 г. Крутицы (Малые Крутицы), в 1912 — Малые Крутицы[81]. Существует несколько версий возникновения деревни. Вполне вероятно, что она была заложена как подсобное хозяйство древнейшего мужского Крутицкого монастыря, получив таким образом своё название. Другая версия говорит о том, что несколько веков назад изгнанные из Крутицкого монастыря за непослушание пятеро монахов образовали здесь поселение[82]. Восточный край деревни назывался «Ермиловка» по фамилии одной из жительниц. В 1969 году земля и оставшиеся дома деревни, находящиеся по левой стороне Носовихинской дороги (ныне шоссе) от Москвы, вошли в состав Реутова[83]. Последние дома снесены в 1980.
- Агрогородок (Воробьёвка) (1949—1969) — посёлок построен в 1949—1953 годах, к северу от «Ермиловки», для переселённых жителей Воробьёвых гор в связи со строительством МГУ.
- Новенькое (1862—1980) — посёлок сформировался из дач москвичей, которые стали активно строиться после окончания строительства железной дороги в 1862 году. Последние дома были снесены в ходе застройки улицы Дзержинского и улицы Калинина в конце 70-х — начале 80-х годов.
- Стройка — от посёлка осталась одноимённая железнодорожная станция.

### Архитектура и достопримечательности

#### Сохранившиеся исторические здания

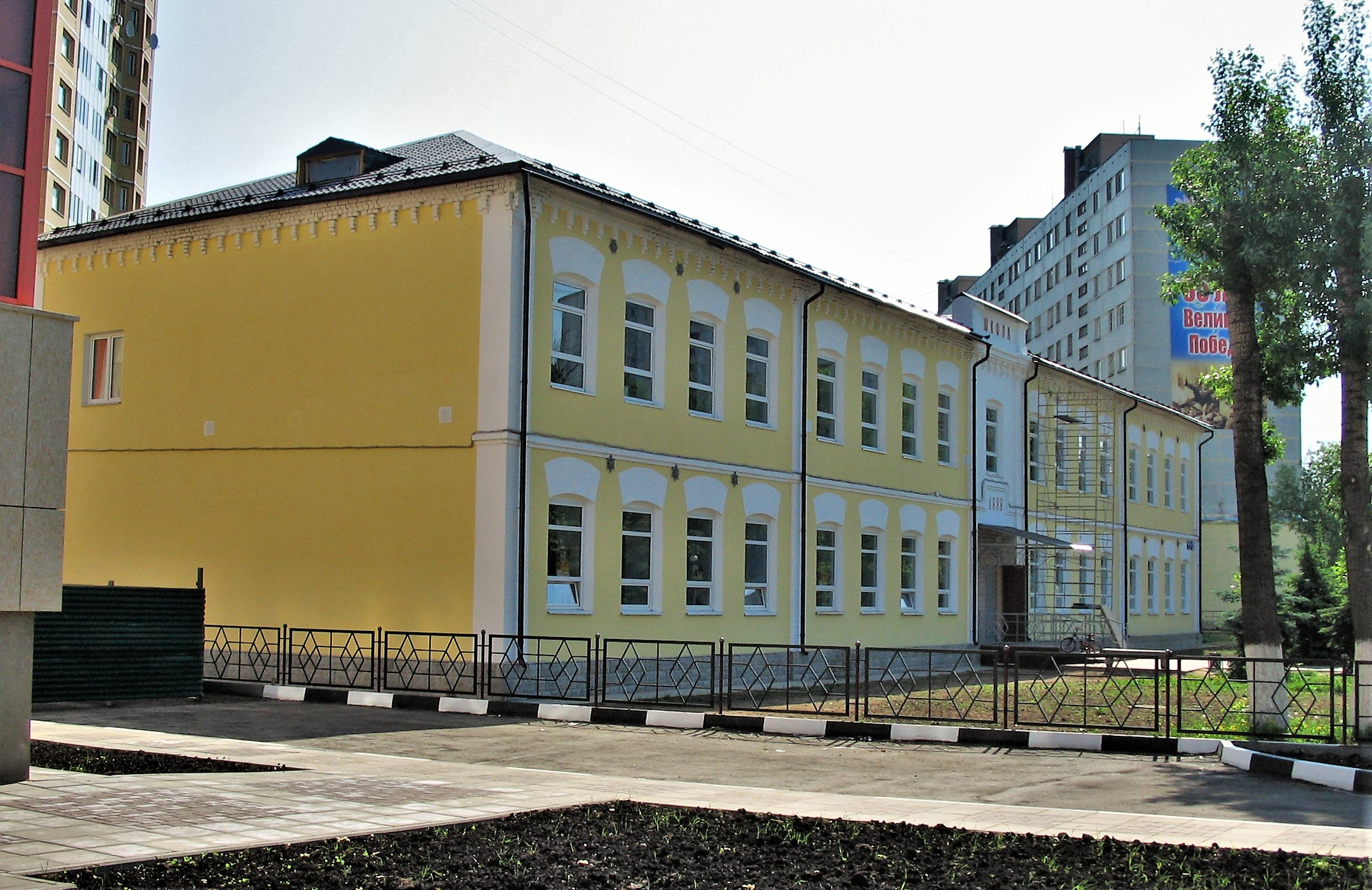
Здание начального училища (1888)

- Молельный дом (1790) (Ашхабадская ул., 16/1) (в 1990-е надстроена мансарда)
- Комплекс зданий хлопкопрядильной мануфактуры (с 1843 по 1929) (ул. Победы, 1)
- Дом для управляющих фабрики (1861) (ул. Победы, 5)
- Вторая казарма (1866) (ул. Победы, 7) (перестроено в 2014)
- Третья казарма (1879) (ул. Победы, 9)
- Четвёртая казарма (1880) (ул. Победы, 11)
- Здание начального училища (1888) (ул. Победы, 4) (Долгое время эта школа официально носила имя Льва Николаевича Толстого. Его имя здесь задействовано неслучайно. Местный краевед Е. К. Сергеев (1937—2007) в своей книге «Реутов от хутора до града» рассказывал, что Толстой, путешествуя по городам и весям Владимирского тракта, захаживал и в Реутово. В беседе с хозяином бумагопрядильной фабрики М. С. Мазуриным, он посоветовал ему построить школу для рабочих. Рекомендация Толстого, таким образом, была исполнена.)
- Пятая казарма (1910) (ул. Победы, 13)

#### Утраченные исторические сооружения
- Усадьба Н. И. Маслова («Ковчег») (1790—2010). К 2010 сохранились трёхэтажный в центральной части с двухэтажными крыльями флигель начала XIX в. в стиле классицизм, сильно переделанный и надстроенный третьим этажом[уточнить].
- Первая казарма фабричного посёлка (1843—2012)
- Фабричная труба (1844~2015)
- особняк Мазуриных (1851—2010) построен в парке, посаженным Масловым, в 1920 в нём открыли ясли.
- дом Балабанова (1881—1957)[84]
- Слесарская (шестая) казарма (1910—2000)
- Здание вокзала (1907—2006)[85]
- дом инженера И. Борисова, в котором в сентябре 1918 года был открыт первый детский сад
- Туркменский дом (Атабаевка) (1928—2005)
- памятник Льву Николаевичу Толстому. Перед входом в здание начального училища с августа 1953 стоял небольшой пьедестал с бюстом, который был бесследно утрачен в конце 70-х.

#### Скульптуры, мемориальные сооружения, постаменты
- Скульптуры: колокол Реут, огари, ротвейлер
- 2 бюста академику Челомею В. Н., В. И. Ленину
- Мемориальный комплекс, аллея бюстов героев
- Мемориальные доски: «Ребарбар В. М.», «Братья Фоминых», «В 1895 году», «улица реутовских ополченцев», «улица академика Челомея», закладной камень в парке
- 2 поклонных креста

### Планировка

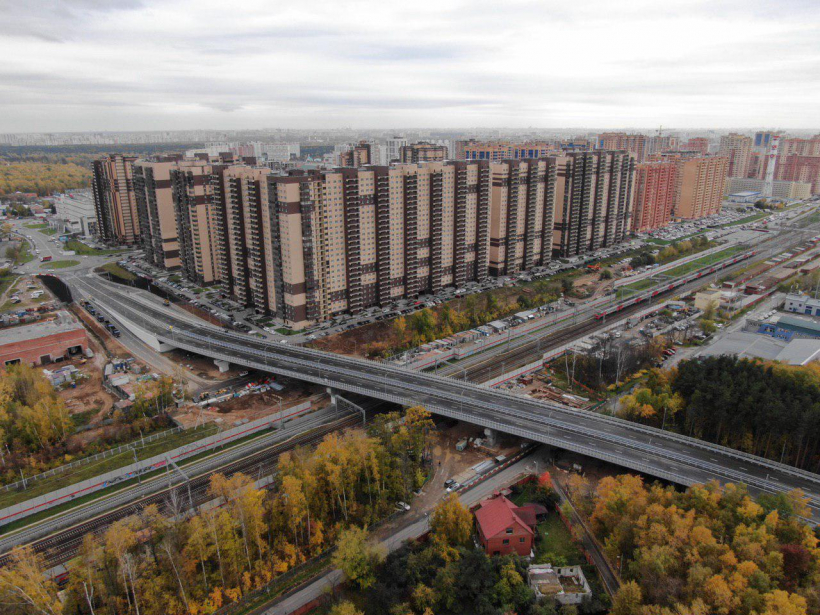
Вид на микрорайон 10-А и эстакаду Транспортной улицы

Территория города разделена на три части железнодорожными путями. Кратчайший путь на автомобиле между северным и южным жилыми районами города проходит по МКАД, которая принадлежит другому субъекту федерации — городу федерального подчинения Москве. В 2019 году вместо Никольского переезда, соединяющего южную часть города с промзоной, был введён в эксплуатацию путепровод над Горьковским направлением Московской железной дороги.
Исторический центр города — фабричный посёлок за забором с мануфактурой, чьи корпуса возводились на западном берегу Фабричного пруда с 1843 по 1929.
Северный Реутов сформировался с разновидностью радиально-кольцевой планировки — веерной схемой. Сегодняшние магистральные улицы (Победы, пр. Мира и Новая) дополнялись улицами Лесная, Калинина, Ашхабадская и Дзержинского. Их пересекают три полукольца улиц с ломаной трассировкой (1 — вдоль бывшего фабричного забора территория сформировалась траектория нынешних улиц Гагарина, Ленина и Больничного проезда; 2 — улицы Комсомольская, исчезнувшая Проектная, Советская; 3 — улицы Комсомольская, Строителей, Садовый проезд с планируемой эстакадой, выходящей на Транспортную улицу).
Южная сторона застроена между тремя параллельными дорогами по прямоугольной схеме.

#### История развития городской территории
Пространственно-территориальное развитие и устойчивые планировочные элементы:
С 1848
- Фабричный пруд
- дорога, соединяющая Москву, Крутицы и Никольское в последствие ставшее Носовихинским шоссе;
- дорога, ведущая на север от Реутова, становится проспектом Мира;
- дорога от мануфактуры вдоль Фабричного пруда, переходя впоследствии через две ветки ж/д, заканчиваясь в деревне Никольское, существовала до 1980-х готов (Ивановское шоссе); в настоящее время от неё осталась лишь часть, связывающая центр города (север) и набережную Фабричного пруда. В 80-х годах, вследствие разрастания территории НПО, сначала был закрыт переезд через Балашихинскую ветку ж/д, затем в  нулевых был закрыт второй переезд через Горьковскую ветку, а в первом десятилетии 21 в. перестала существовать и улица, соединяющая южную часть г. Реутова с Никольским.

С 1862
- железная дорога
- территория фабрики.

С 1905
Существующие деревни немного разрослись, с запада и востока подступали массивы дачной застройки Никольское и Новое Гиреево. Сформировался жилой массив с южной стороны железной дороги — это является первой предпосылкой территориального разделения городской территории. Начал формироваться улично-дорожный каркас, который представлял собой прямую дорогу, соединяющую Ивановское с мануфактурой, и окружную улицу, что начинает условно напоминать собой стихийно возникшую лучевую планировочную схему города. Также появляется новая ветка ж/д, соединяющая Реутовскую мануфактуру с аналогичными предприятиями на территории современной Балашихи.
- дорога, соединяющая Ивановское с Реутово, идущая от мануфактуры и впоследствии названная улицей Победы, приняла свою нынешнюю лучевидную форму и стала одной из главных улиц города, направленных к Москве;
- центральный подъезд к помещичьей усадьбе (сейчас это улица Лесная) свою главную роль по связи центра Реутова и дачного посёлка Новогиреево он потерял;
- так же была построена дорога, соединяющая между собой мануфактуру и ж/д станцию, сейчас это Ашхабадская улица.

С 1952
Карта 1952 года показывает, что город значительно разросся, появилась многоэтажная застройка, само здание мануфактуры и её территория уже практически соответствовали своему современному состоянию. Стихийно возникшая лучевая схема города в его северной части становится всё более выраженной: возникают новые улицы, исходящие из центра города. Активно начала застраиваться южная часть города частными жилыми домами, в отличие от северной промышленной части города. Планировка южной части города более линейная, в настоящее время ставшая прямоугольной.
- В южной части города, параллельно железной дороге, были проложены две улицы, сейчас это Юбилейный проспект и улица Октября.
- Три улицы, соединяющие Юбилейный проспект и  ул. Октября, ориентированные строго в направлении север — юг, в настоящее время являются основой пешеходной зоны современного центрального парка
- Рабочая улица, когда-то соединявшая Юбилейный проспект с Носовихинским шоссе и проходящая через военную часть, существует и по настоящее время, но ведёт в тупик. Город продолжает расширяться, разрастается северная и южная его часть.

До 1960 года всё Ивановское было включено в состав Реутова. На карте появляется улица Гагарина, которая переходит в улицу Ленина, образуя «первое центральное полукольцо города» с центром в районе мануфактуры. Именно сюда приходят лучи всех основных улиц, соединяющих город с другими населёнными пунктами.
С 1964
- МКАД
- НПО «Машиностроения»

С 1980
На плане 1980 года видно, как значительно увеличилась территория НПО Машиностроения — с 13 до 50 га. Впервые на южной стороне стали строиться первые многоэтажные дома. В северной части замкнулось второе полукольцо из улиц Дзержинского, Комсомольской, Советской и Строителей с южной, восточной и северной сторон. Территория города сформировалась и к настоящему времени особо не изменилась.
В нулевые и десятые года 21 века южная часть города активно застраивалась, были снесены частные дома и возведены многоэтажки. Застройке подверглась также территория бывшей деревни Ивановское. Восточнее Балашихинской ветки ж/д был построен путепровод, соединяющий Носовихинское шоссе с шоссе Энтузиастов. Территория между двумя этими дорогами, где раньше располагались жилые дома, снесённые в 90-х годах, была полностью отдана под промзону.

## Местное самоуправление
В структуру местного самоуправления города входят: глава города, совет депутатов, администрация города, контрольно-счётная палата.

### Глава города
Глава города — высшее должностное лицо муниципального образования, возглавляет администрацию города. Избирается советом депутатов сроком на 5 лет.
Главой города с декабря 2023 года является Филипп Анатольевич Науменко
- С 5 июля 2017 по 8 декабря 2023 — Станислав Анатольевич Каторов[90][91].
- С августа 2014 до июля 2017 — Сергей Геннадиевич Юров[92].
- С 1996 года по 2014 год — Александр Николаевич Ходырев, до 1996 года — первый заместитель, бывший партийный секретарь.
- В 1991 году бывший с 1990 года председателем исполкома городского совета Владимир Иванович Явтушенко был назначен главой администрации города. Занимал этот пост до 1996 года[93].

### Совет депутатов
Совет депутатов — представительный орган местного самоуправления городского округа Реутов. С 1990 по 1993 пост председателя городского совета народных депутатов занимал Николай Николаевич Ковалёв. В 2024 году он снова стал председателем городского совета

## Территориальное деление

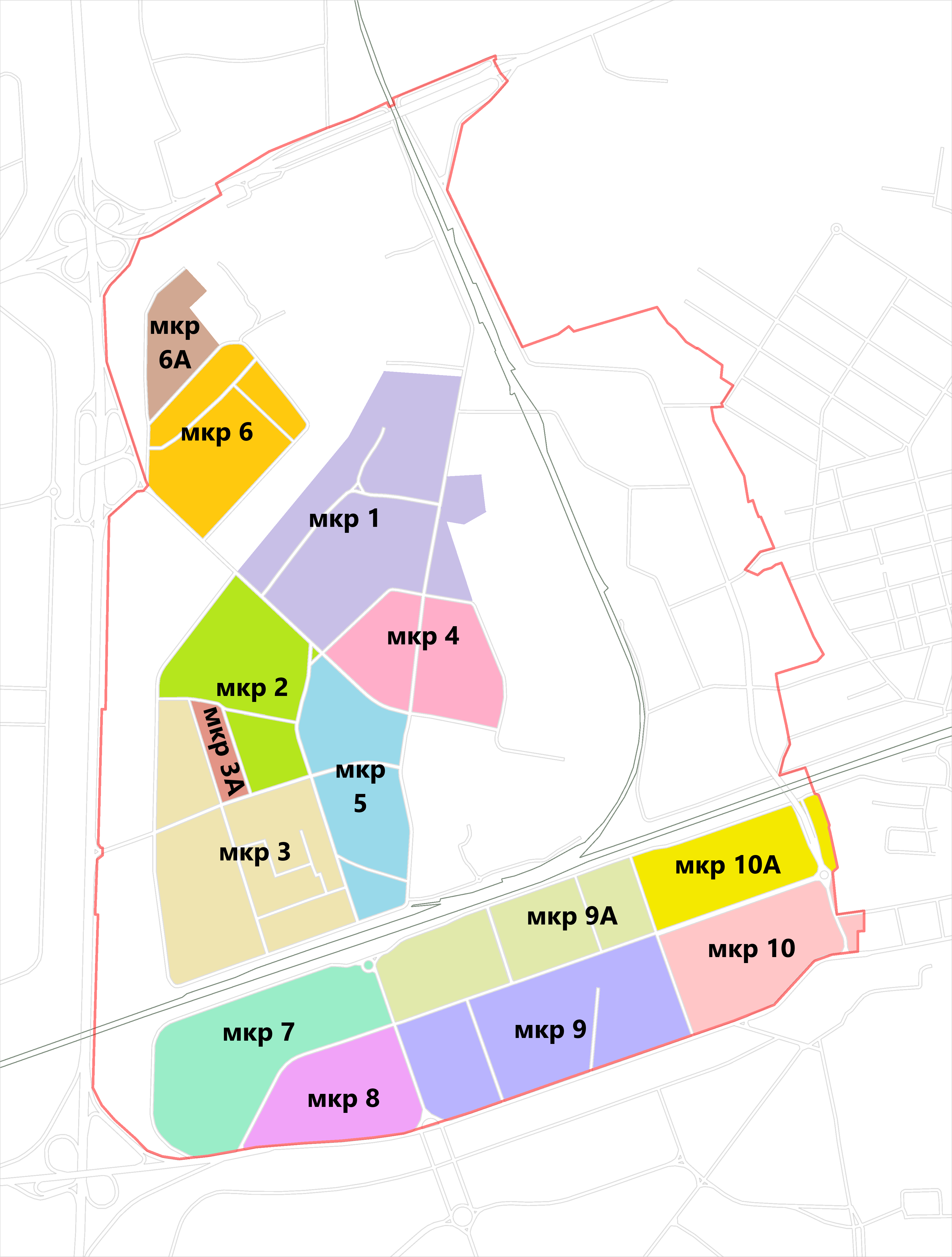
Жилые микрорайоны города Реутова; красным указаны границы города (2021), серым — улично-дорожная сеть, чёрным — границы территории, занятой путями Горьковского направления Московской железной дороги

Административно-территориального деления в городском округе нет, но есть территориальные единицы, не закреплённые правовыми актами — микрорайоны, имеющие порядковые номера. Согласно принятому уставу, в составе территории города, исходя из предложений граждан, могут определяться территории, на которых осуществляется территориальное общественное самоуправление.

## Население
| 1918    | 1926     | 1931     | 1939     | 1959     | 1967     | 1970     | 1973    | 1975    | 1976    | 1979    |
| ------- | -------- | -------- | -------- | -------- | -------- | -------- | ------- | ------- | ------- | ------- |
| 3300    | ↗6500    | ↗8500    | ↗14 768  | ↗24 268  | ↗39 000  | ↗50 150  | ↗55 000 | ↗57 000 | →57 000 | ↗60 306 |
| 1982    | 1986     | 1987     | 1989     | 1992     | 1998     | 2000     | 2001    | 2002    | 2003    | 2005    |
| ↗64 000 | ↗67 000  | ↗68 000  | ↗68 326  | ↗69 100  | ↗70 300  | ↗71 400  | ↗71 600 | ↗76 805 | ↘76 800 | ↗79 100 |
| 2006    | 2007     | 2008     | 2009     | 2010     | 2011     | 2012     | 2013    | 2014    | 2015    | 2016    |
| ↗80 000 | ↗81 100  | ↗81 600  | ↗82 670  | ↗87 314  | ↘87 300  | ↗89 253  | ↗91 026 | ↗91 529 | ↗94 180 | ↗96 627 |
| 2017    | 2018     | 2019     | 2020     | 2021     | 2023     | 2024     |         |         |         |         |
| ↗99 989 | ↗103 779 | ↗106 962 | ↗108 054 | ↗113 871 | ↘113 140 | ↘112 070 |         |         |         |         |

На 1 января 2025 года по численности населения город находился на 144-м месте из 1124 городов Российской Федерации.
Национальный состав
По итогам переписи населения 2020 года проживали следующие национальности (национальности менее 0,1 % и другое, см. в сноске к строке «Другие»):
| Национальность | Численность, чел. | Доля     |
| -------------- | ----------------- | -------- |
| Русские        | 94 094            | 82,63 %  |
| Армяне         | 2405              | 2,11 %   |
| Татары         | 877               | 0,77 %   |
| Украинцы       | 803               | 0,71 %   |
| Азербайджанцы  | 754               | 0,66 %   |
| Таджики        | 630               | 0,55 %   |
| Узбеки         | 444               | 0,39 %   |
| Киргизы        | 369               | 0,32 %   |
| Грузины        | 302               | 0,27 %   |
| Белорусы       | 249               | 0,22 %   |
| Евреи          | 188               | 0,17 %   |
| Чуваши         | 144               | 0,13 %   |
| Казахи         | 129               | 0,11 %   |
| Молдаване      | 128               | 0,11 %   |
| Мордва         | 118               | 0,10 %   |
| Другие         | 12 237            | 10,75 %  |
| Итого          | 113 871           | 100,00 % |

## Экономика

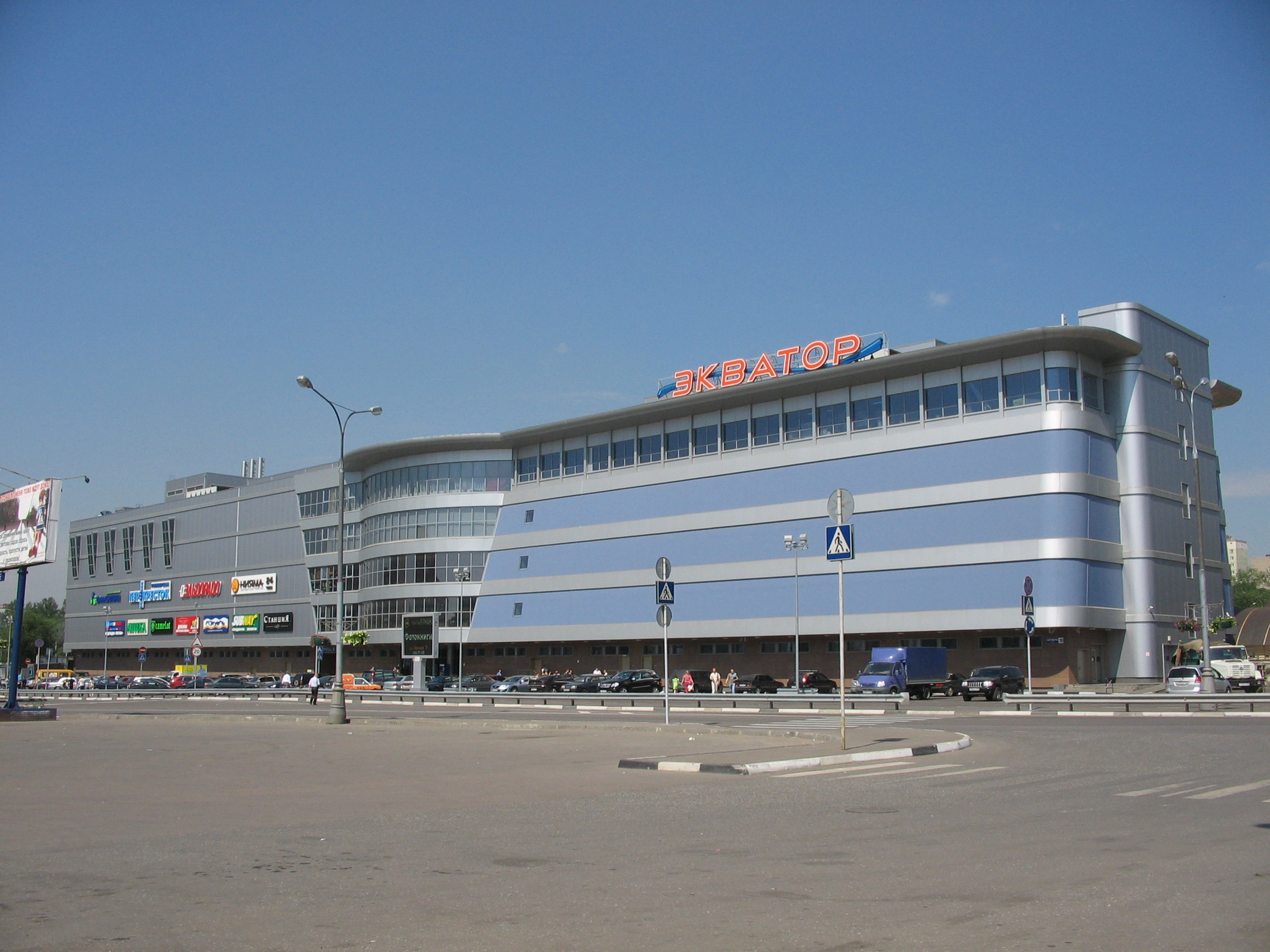
Торговый центр «Экватор»

По итогам 2020 года исполнение бюджета по доходам составило 3,5 млрд рублей. Доля «НПО машиностроения» от общего объёма отгруженных товаров собственного производства, выполненных работ и услуг составила 65 %. Инвестиции в основной капитал составили 18,9 млрд рублей.

### Крупная промышленность
В городе располагается военно-промышленная корпорация «Научно-производственное объединение машиностроения» (АО «ВПК „НПО машиностроения“») — одно из ведущих ракетно-космических предприятий России. Предприятие сыграло и продолжает играть большую роль в развитии Реутова. Предприятие реализовало более пятидесяти крупных проектов, в том числе три национальные оборонные программы.

### Крупные предприятия

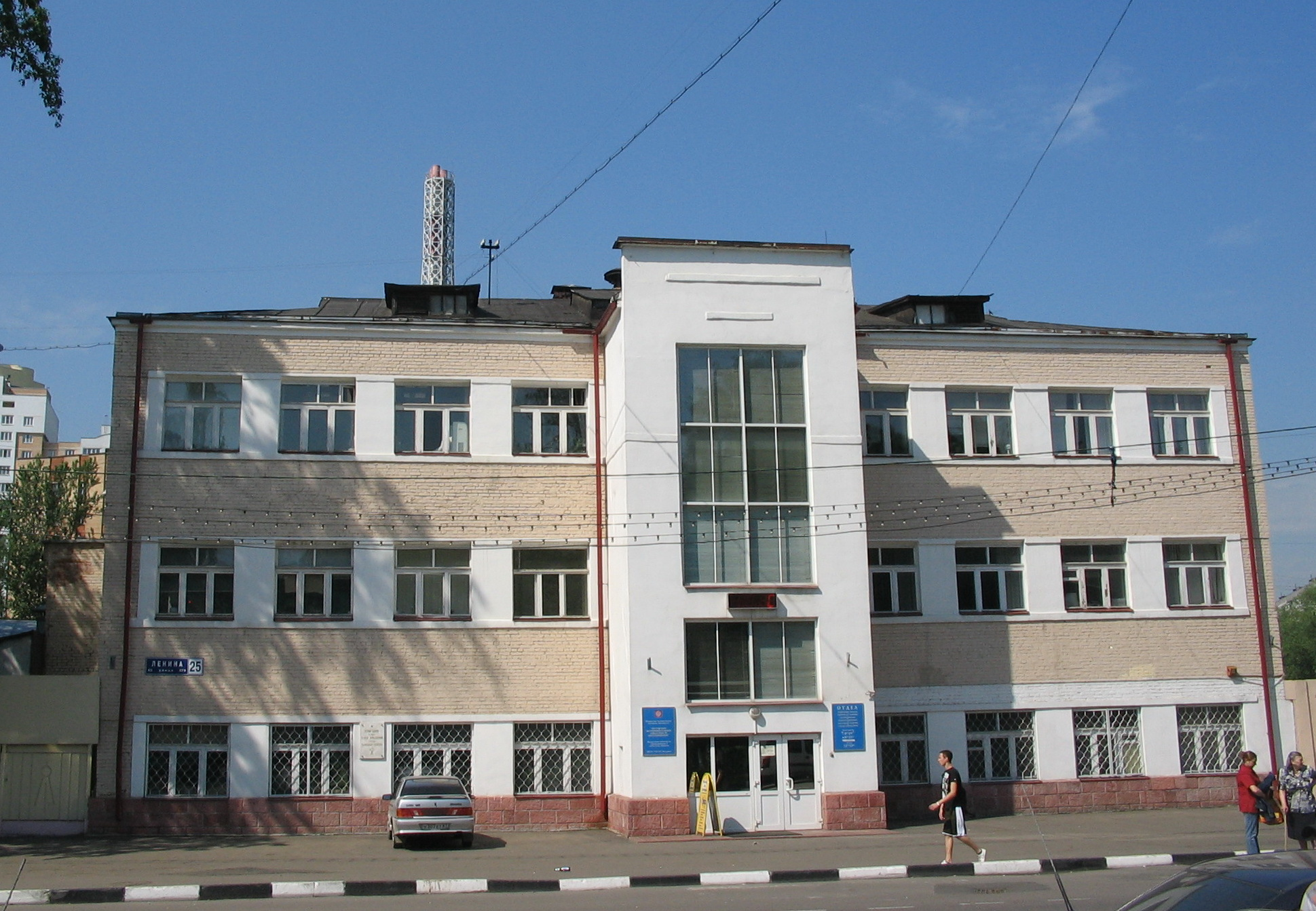
Завод средств протезирования

- Известная торговая марка кондитерской и кулинарной продукции «У Палыча» функционирует в промышленной зоне Реутова с 2011 года.
- В городе осуществляет деятельность группа компаний «Фаворит Моторс», входящая, по версии аналитического агентства «Автостат», в топ‑10 автомобильных холдингов России.
- Компания «Планета Мириталь» является одной из ведущих в сфере производства замороженных полуфабрикатов.

## Инфраструктура

### Здравоохранение

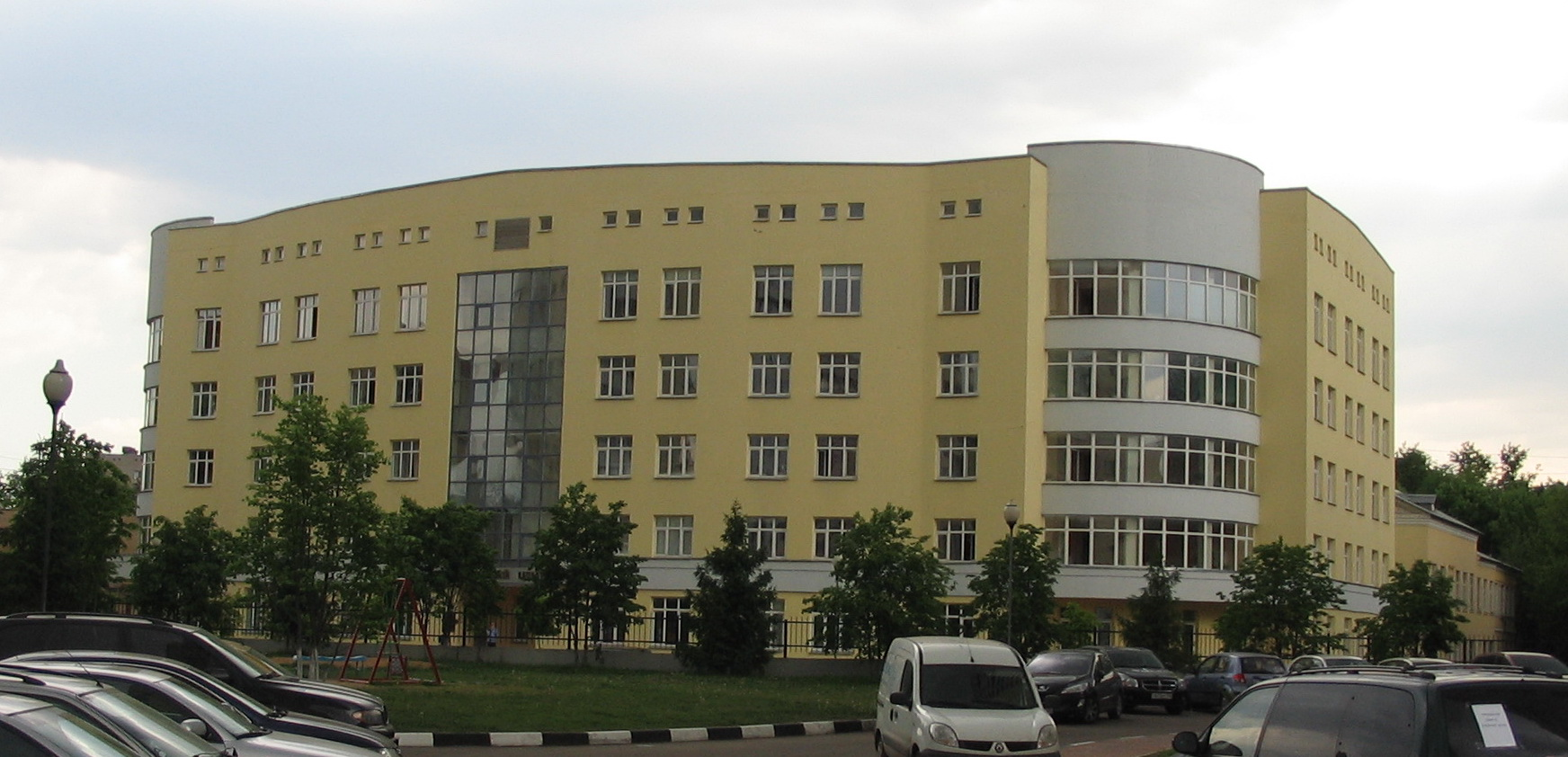
Реутовский хирургический центр

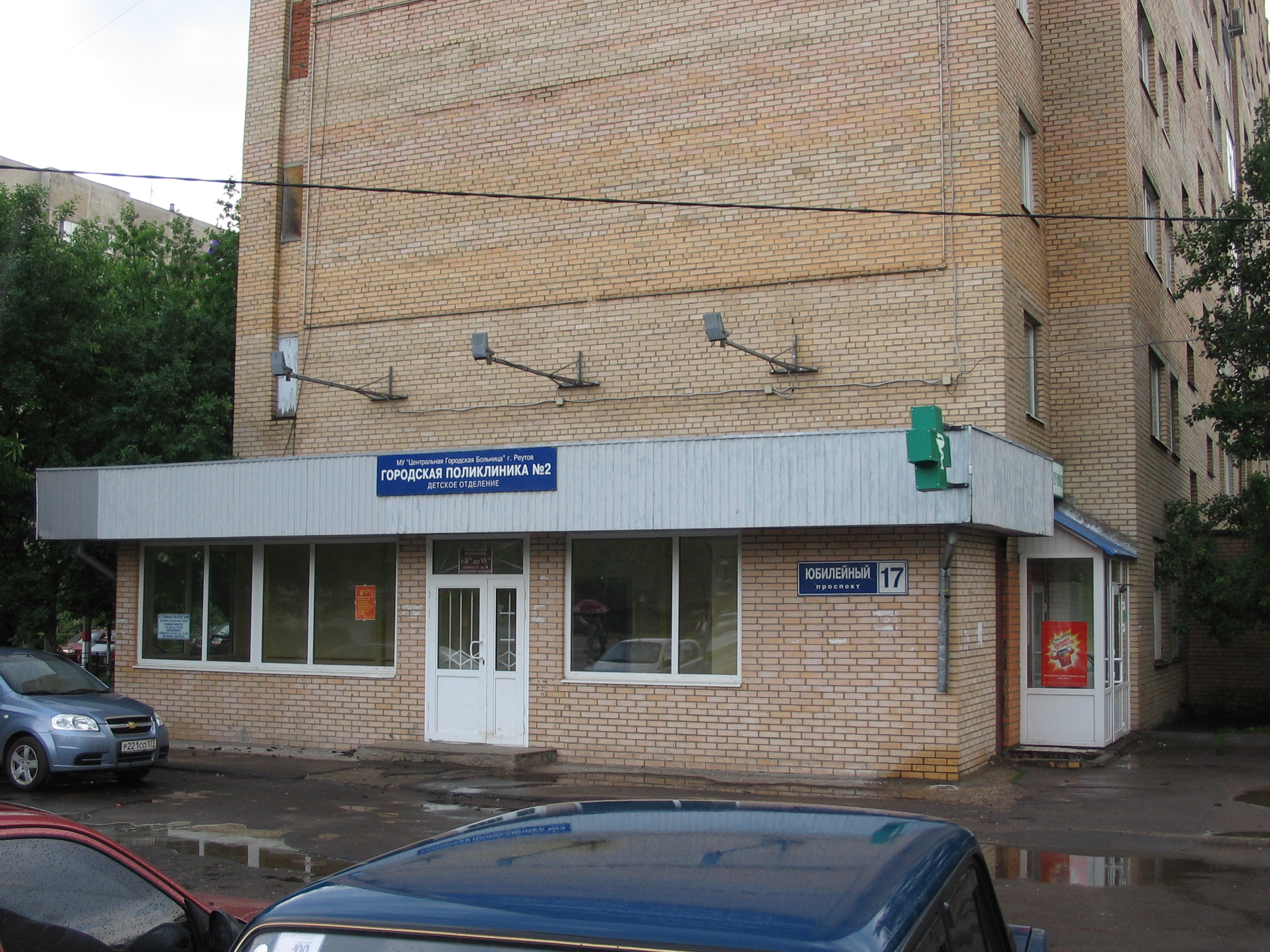
Детское отделение реутовской городской поликлиники № 2

Функции муниципального органа управления здравоохранением в городе выполняет муниципальное учреждение «Центральная городская больница г. Реутова».
В состав МУ «ЦГБ г. Реутова» входят:
- стационар № 1 (терапевтический);
- стационар № 2 (хирургический);
- травмпункт;
- детское инфекционное отделение
- гинекологическое отделение;
- станция скорой медицинской помощи;
- морг;
- городская поликлиника № 1;
- городская поликлиника № 2;
- детская поликлиника;
- детская больница;
- отделение физиотерапии, лечебной физкультуры и реабилитации
- кожно-венерологический диспансер;
- клинико-диагностическая лаборатория;
- консультативно-диагностический центр здоровья для детей
- женская консультация.

Закрыт роддом, новый не построен. Ближайший перинатальный центр находится в Балашихе.
- Медсанчасть № 5 — лечебное учреждение ведомственного подчинения для сотрудников «ВПК НПО Машиностроения».

В 2007 году в соответствии с программой развития города Реутова как наукограда Российской Федерации за счёт средств федерального бюджета приобретено оборудование и открыто отделение гемодиализа.
27 декабря 2012 года в городской больнице официально открыто отделение рентгенэндоваскулярной диагностики и лечения. Реутов стал вторым городом Подмосковья, где открылось подобное отделение.

### Образование

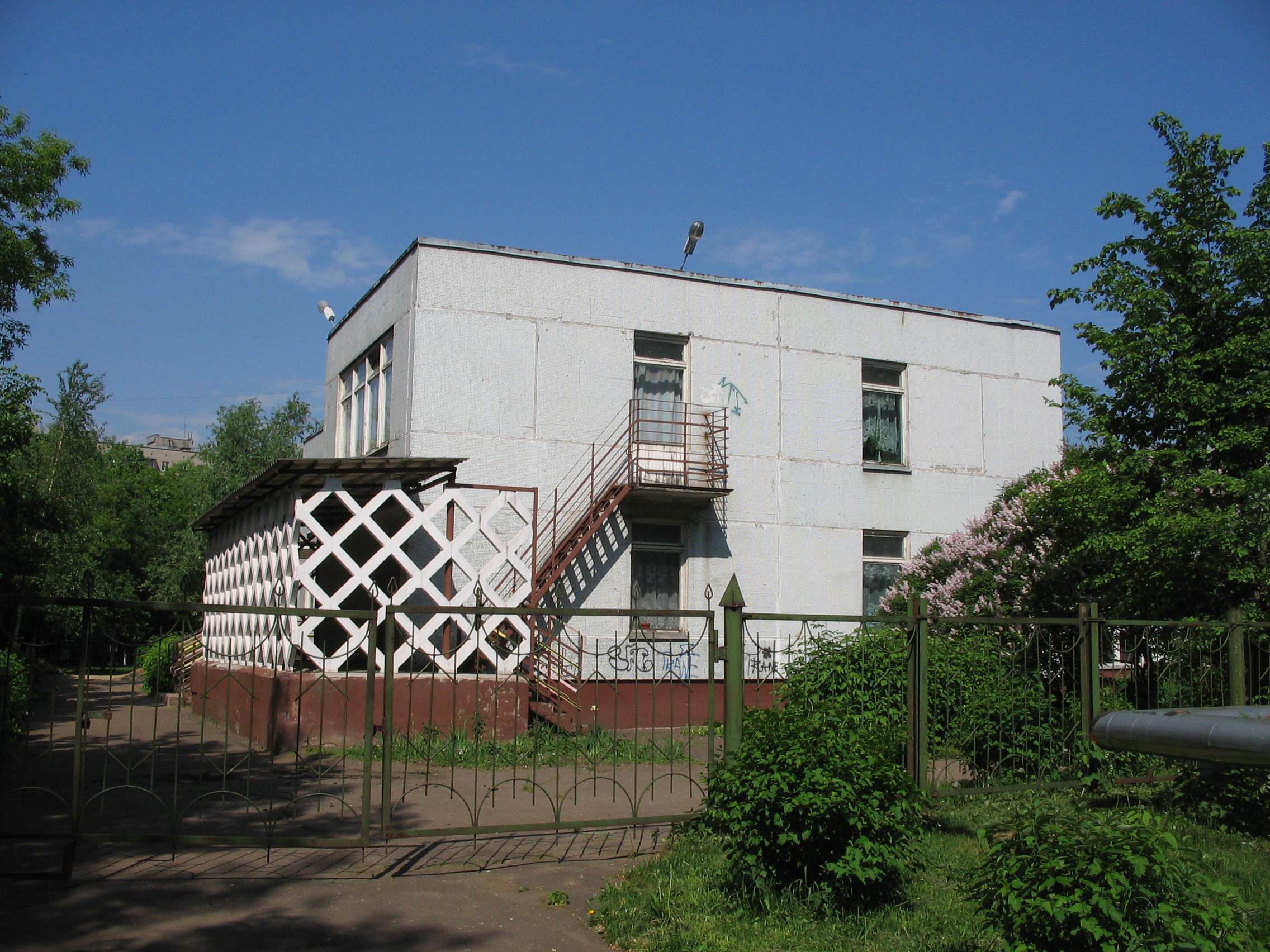
Один из корпусов ДОУ № 19

На территории «НПО машиностроения» работает база практики аэрокосмического факультета МГТУ имени Н. Э. Баумана.
Образовательные учреждения на 2021 год по типам:
| Тип учреждения                         | Количество |
| -------------------------------------- | ---------- |
| Муниципальный детский сад              | 14         |
| Частный детский сад                    | 6          |
| Школа                                  | 8          |
| Лицей                                  | 1          |
| Гимназия                               | 1          |
| Учреждение дополнительного образования | 2          |
| Музыкальная школа                      | 3          |
| Колледж                                | 1          |
| ВУЗ (без учёта филиалов)               | 0          |

### Спорт

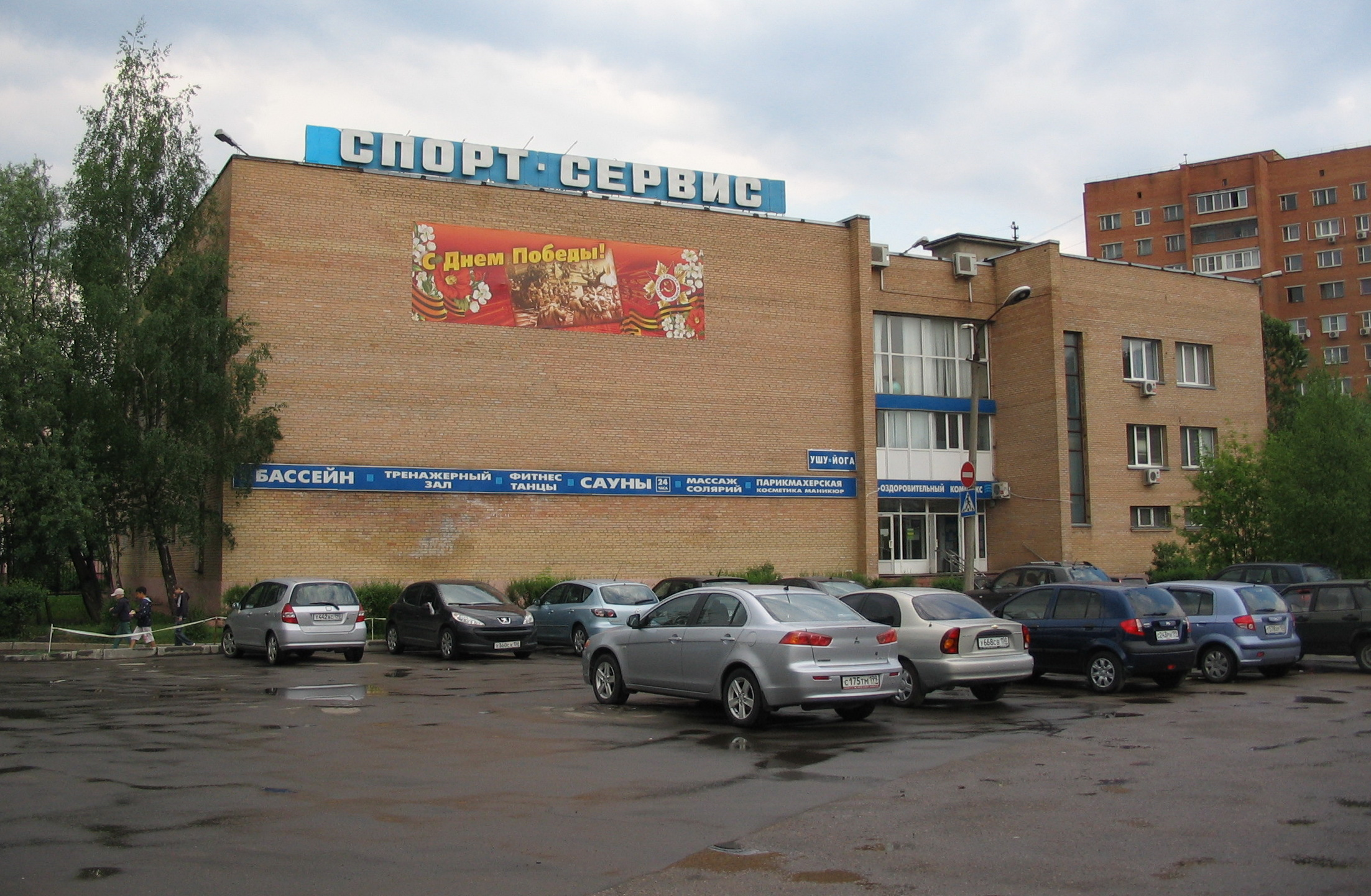
Реутовский бассейн

Спортивные сооружения в Реутове: стадион «Старт», МУ «Спорт-Центр», спортивные площадки (в том числе и для занятий экстремальными видами спорта), спортивные залы, плавательный бассейн и другие.
В спортивных залах муниципального учреждения «Спорт-центр» проходят занятия по бадминтону, большому и настольному теннису, мини-футболу, волейболу, различным видам аэробики, функционирует тренажёрный зал.
В городе работает спортивно-оздоровительный клуб инвалидов «Риск — М». Членами спортивного клуба являются люди с нарушением опорно-двигательного аппарата, инвалиды по слуху. Спортсмены клуба занимаются различными видами спорта: гонками на колясках, дартсом, армспортом, плаванием, пауэрлифтингом, шашками, шахматами, авторалли, настольным теннисом, волейболом, теннисом на колясках, бильярдом, прыжками с парашютом. Члены спортивного клуба принимают участие во многих международных соревнованиях, первенствах России, Московской области, спартакиадах.
Затянуто строительство дворца спорта с плавательным бассейном в северной части города.
В декабре 2019 года в южной части Реутова на Юбилейном проспекте открыли Ледовый дворец «Реутов Арена» с ледовой площадок для катания, хоккея, на территории комплекса также был открыт фитнес центр с тремя бассейнами, фитнес зоной, спа и зоной единоборств.
Имеются футбольные клубы «Приалит Реутов» (мужской) «Приалит» (женский), школа вратарского мастерства. Ранее существовал ФК «Реутов», и базировался в Реутове ФК «Титан».

### Развлечения
- С 23 сентября 2010 года в северной части Реутова функционирует торговый комплекс суперрегионального масштаба «Шоколад» (до 2017 года носил название «Рио»), включающий в себя кинотеатр (10-зальный «Синема Стар»), боулинг, детский центр и бильярд[134]. Помимо этого в городе есть и ещё бильярдные и боулинг-клубы.
- С 14 января 2014 года в южной части Реутова работает торгово-развлекательный центр «Реутов-Парк» с 10-зальным мультиплексом нового поколения («Каро 10»), фудкортом и детским клубом «Реутята».

### Места отдыха
В городе два парка:

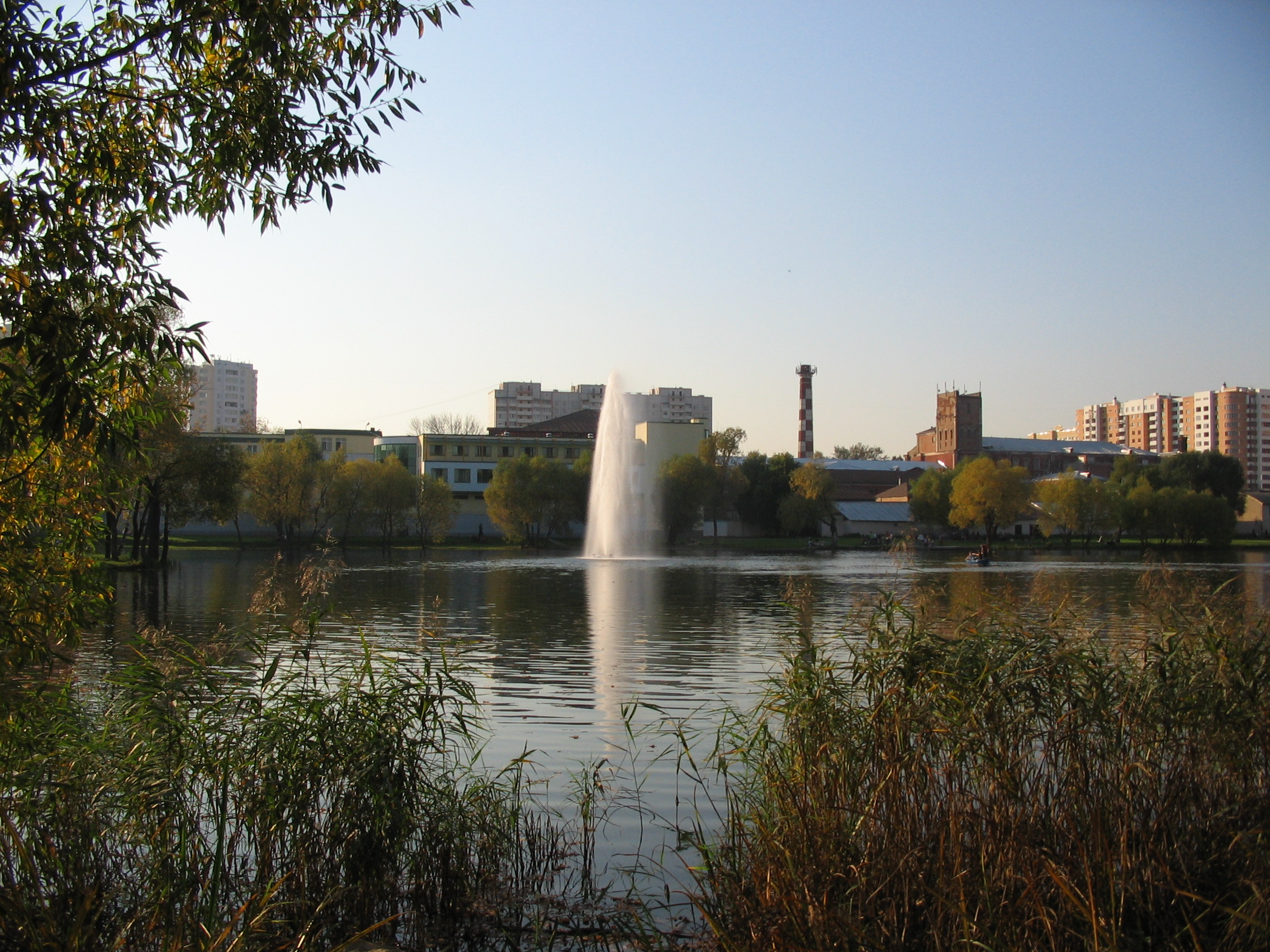
Фабричный пруд

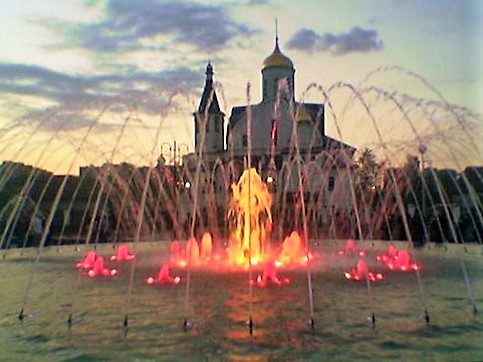
Фонтан в городе Реутове

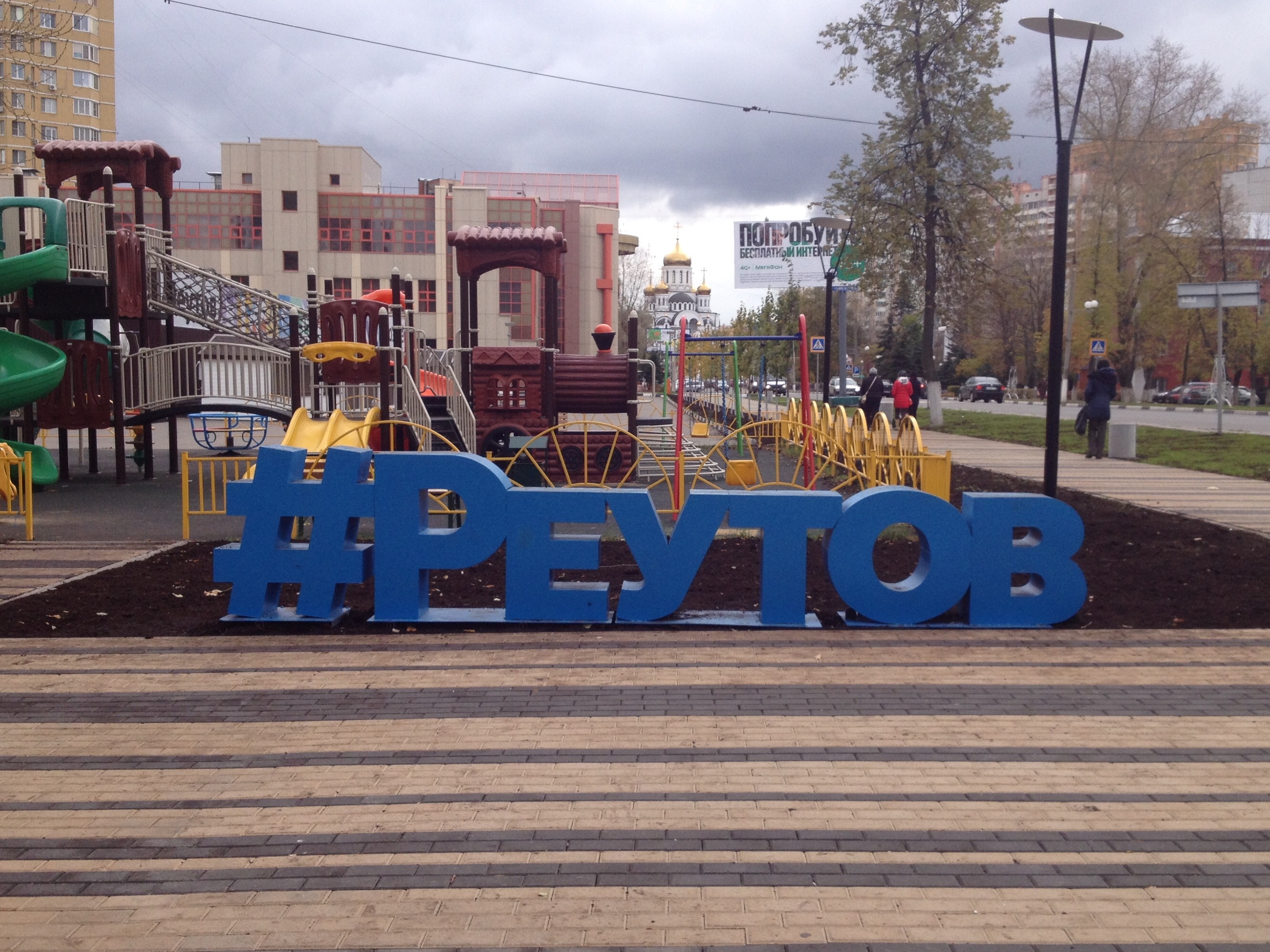
Стела в виде хештега с названием города

- парк «Центральный», располагающийся на южной стороне города, площадью около 9 гектаров;
- парк «Фабричный пруд», располагающийся к востоку от бывшей мануфактуры, между улицами Гагарина и Железнодорожной.

Имеется ряд скверов:
- сквер Победы (у мемориала Вечного огня)
- Александровский сквер
- Облепиховый сквер[135][136]
- сквер реутовских спортсменов[137]

а также территории, носящие неофициальные наименования или безымянные: у ДК «Мир» с западной стороны сохранился старый яблоневый сад, с северной — сквер площадью около 2 гектаров, сквер у храма Троицы, сквер «Зелёный Угол», «Борисовский» сквер (создан силами жителей, назван в память о Борисе Куламовиче Кырхларове, принимавшем участие в его создании), «сквер НПО машиностроения».

### Культура

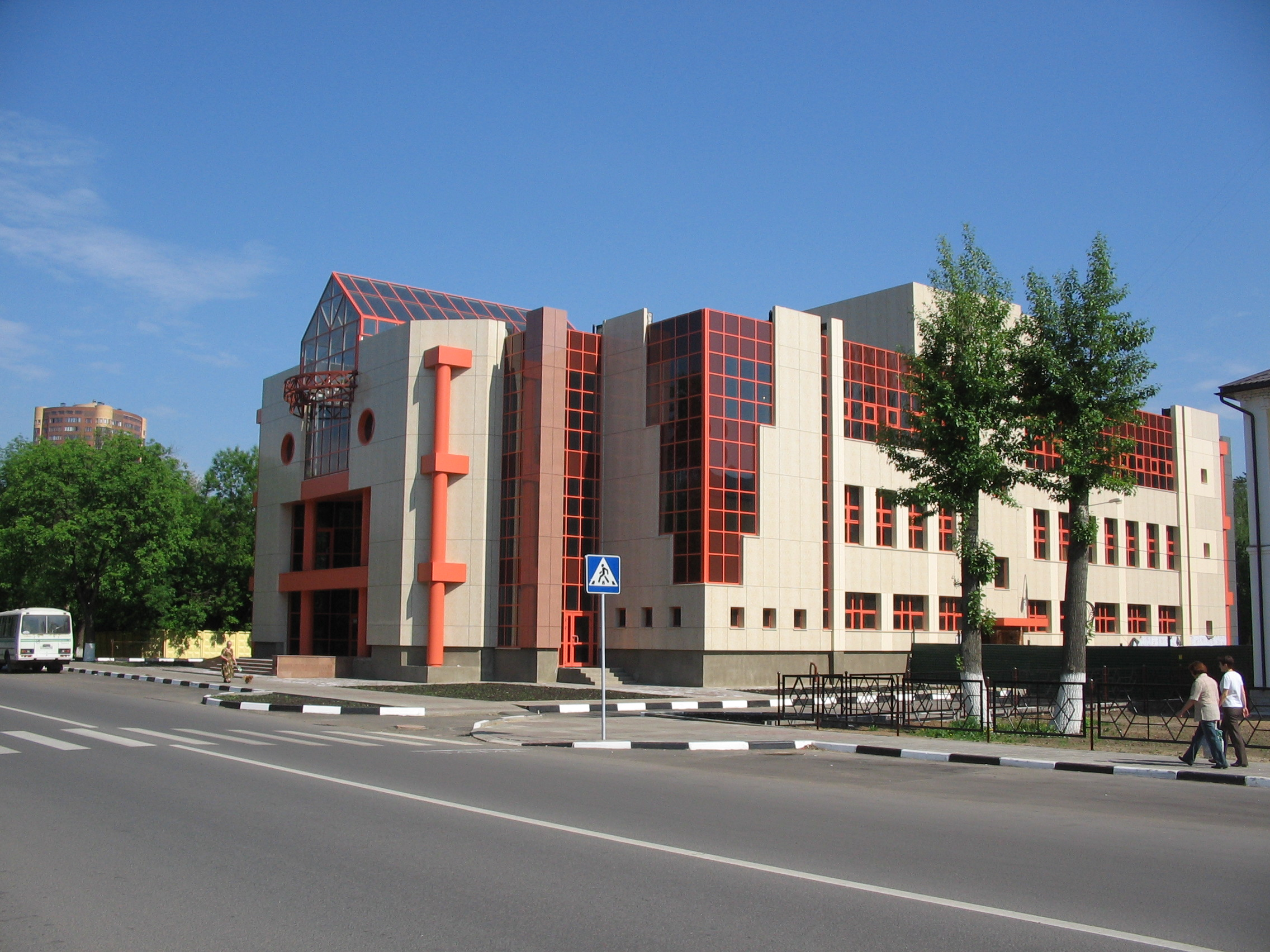
Молодёжный культурно-досуговый центр

Сеть учреждений культуры включает: ДК «Мир», музейно-выставочный центр, молодёжный культурно-досуговый центр, детский музыкальный оперный театр, литературное объединение (ЛИТО) «Исповедь», созданное участниками литературного объединения «Московский учитель».

### Религия

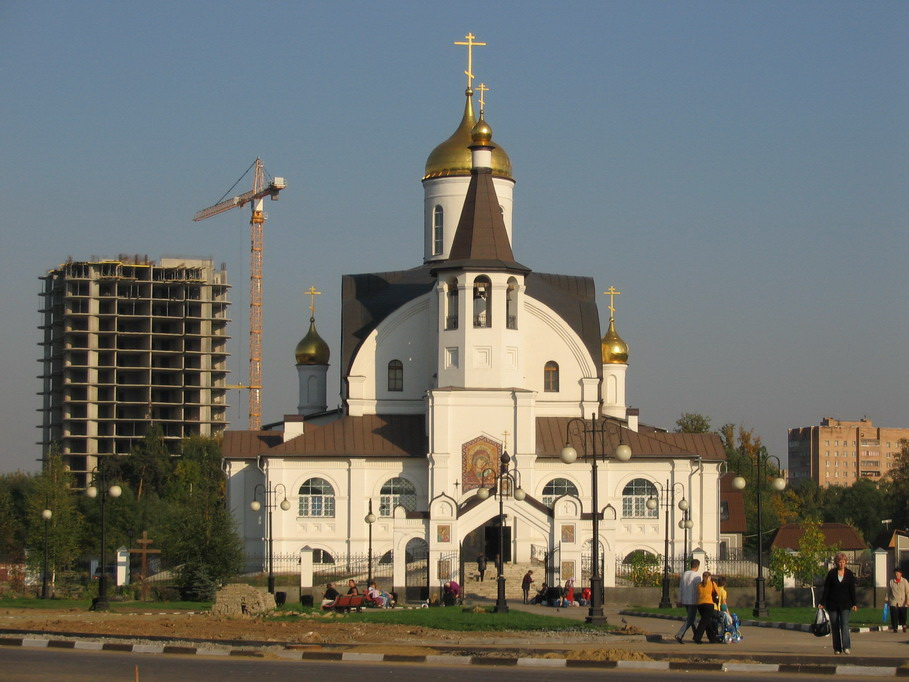
Храм Казанской иконы Божией Матери

Православные храмы Балашихинской епархии Московской митрополии Русской Православной Церкви:
- часовня Георгия Победоносца;
- церковь Казанской иконы Божией Матери;
- церковь Константина Богородского в здании городской больницы;
- церковь Пантелеимона Целителя в здании центра социального развития;
- храм Троицы Живоначальной.

Синагоги:
- Иудейская религиозная организация «Религиозное общество Гинейни-Подмосковье» (КЕРООР)

### Связь
Интернет
Услуги доступа в Интернет в городе предоставляют следующие операторы:
- Евразия Телеком Ру — магистральный оператор;
- Реутов-телеком — реутовский, выделенная линия;
- Ростелеком — федеральный, VDSL2;
- СВС-Телеком — реутовский, выделенная линия;
- Скартел — федеральный, беспроводная LTE сеть (Йота™);
- МГТС
- Билайн

Телефон

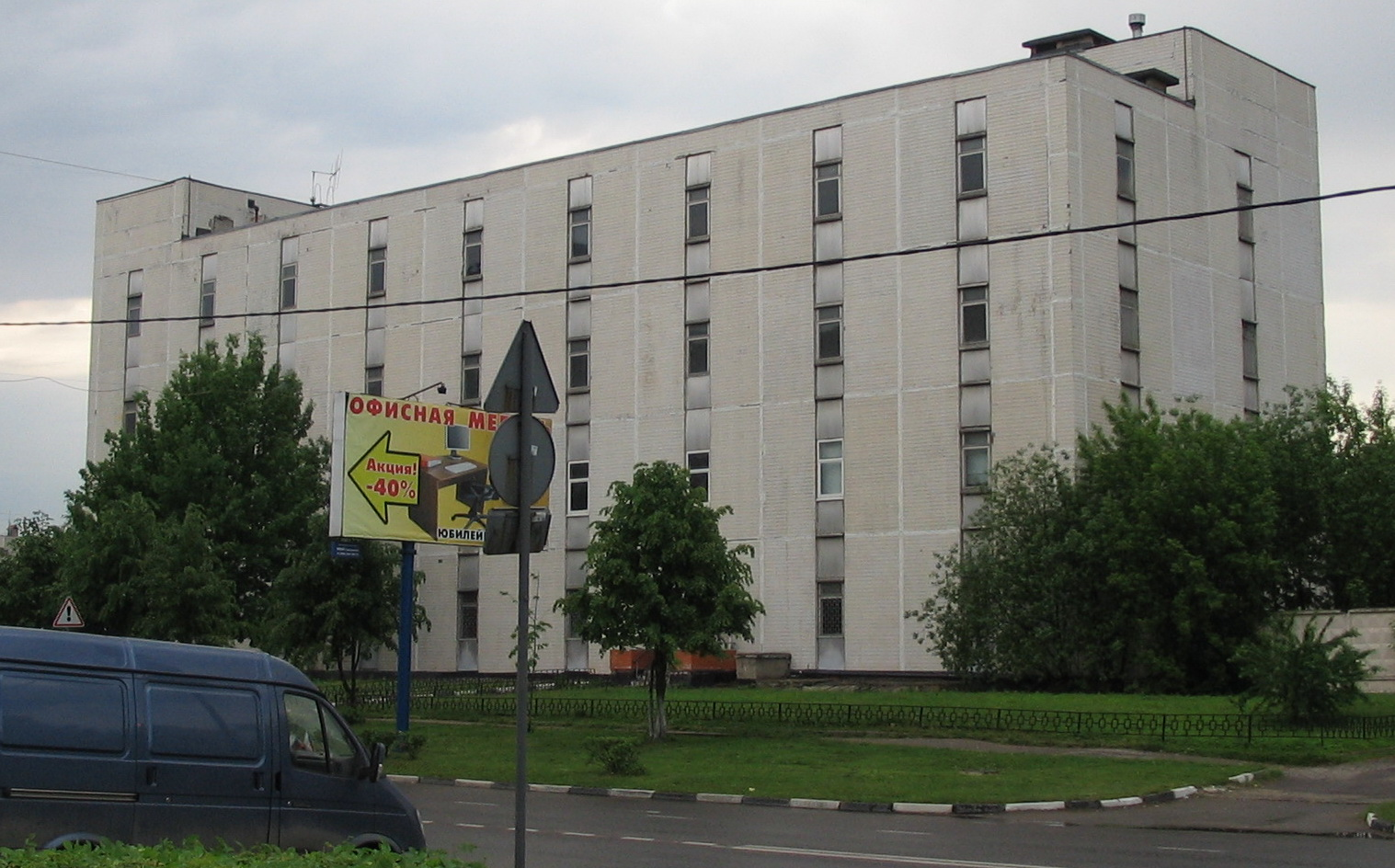
АТС-791

Услуги фиксированной телефонной связи в Реутове предоставляют:
- Ростелеком — PSTN, АТС 525, 526, 528, 791 в коде 495 и АТС 661 в коде 498;
- Реутов-Телеком — PSTN и VoIP в кодах 495, 498, 499.

Операторы сотовой связи:
- Билайн;
- МегаФон;
- МТС;
- Скай Линк;
- Tele2
- Yota

### Транспорт

#### Пригородные электропоезда
Через город проходит Горьковское направление Московской железной дороги. Между улицами Южная и Ленина располагается станция Реутово на маршруте МЦД4, а в районе проспекта Мира, рядом с Горьковским шоссе, находится платформа Стройка Балашихинской ветки. Время движения от станции Реутово до Курского вокзала составляет 25-30 минут. Время движения от станции Стройка до Курского вокзала — 30 с небольшим минут.

#### Метро

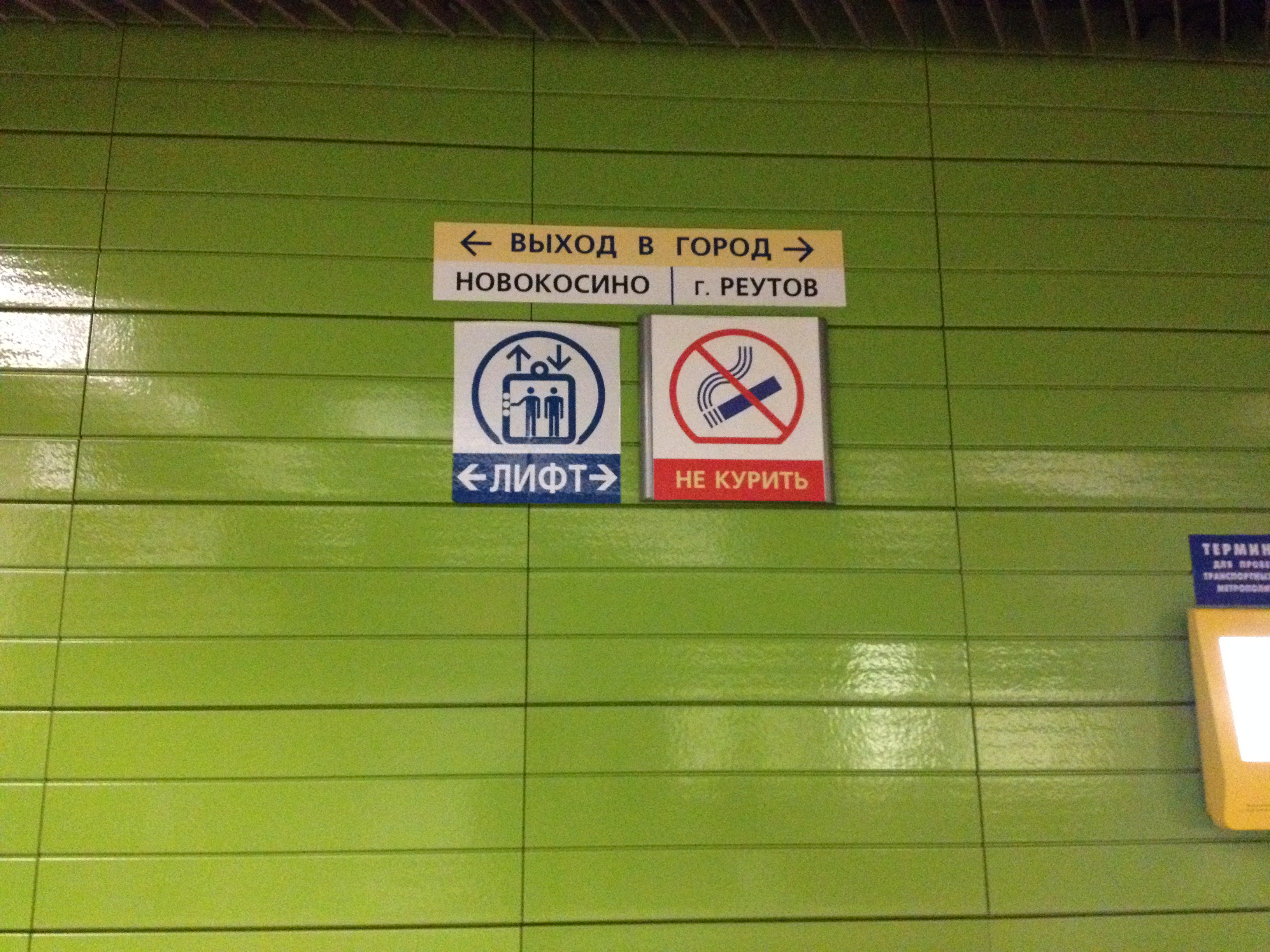
Указатель в западном вестибюле станции «Новокосино», указывающий на выходы в одноимённый район Москвы и город Реутов Московской области

С 1960 до 1989 года предполагалось построить станцию метро в Реутове у железнодорожной платформы, но проект не был осуществлён.
Вместо этого 30 августа 2012 года открыта станция «Новокосино» Калининской линии Московского метрополитена. Входы в метро в пределах Реутова расположены в районе пересечения Носовихинского шоссе с Южной улицей. От северной части города по-прежнему удобнее ездить до станции «Новогиреево».

#### Электробус
Через город Реутов, по Носовихинскому шоссе, до 28 марта 2019 ходил московский троллейбусный маршрут № 75 до Ивановского. Был заменён на автобус «Т75» с сохранением маршрута. С 23 июля 2021 года маршрут обслуживается электробусами.

#### Автобус

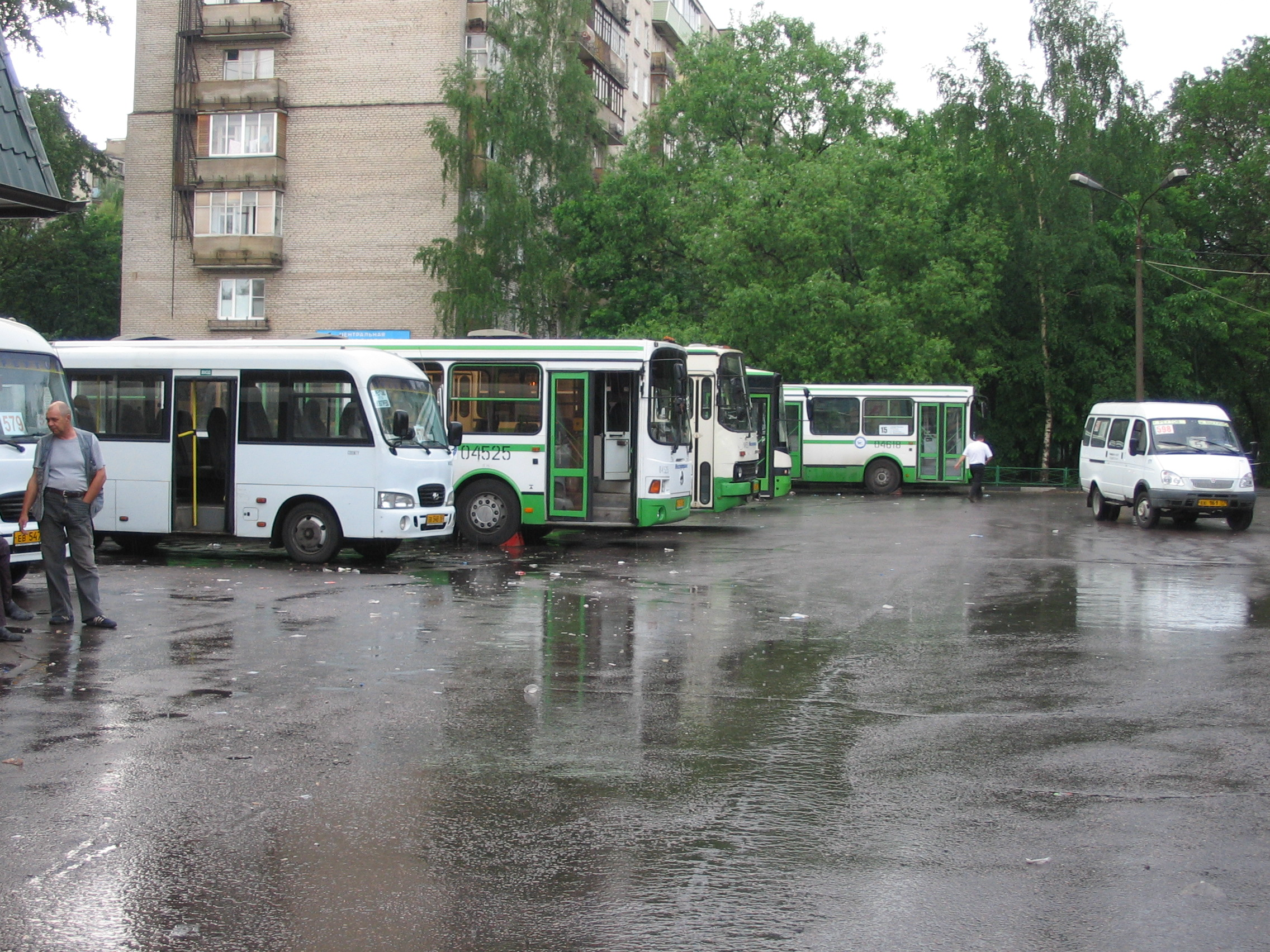
Бывшая конечная станция Реутово-1

Город Реутов обслуживается Новокосинским автобусно-троллейбусным парком ГУП «Мосгортранс» (Москва) и автоколоннами 1377 г. Балашиха и 1787 г. Люберцы ГУП «Мострансавто» (Московская область).
Московские маршруты ГУП «Мосгортранс»:
| №    | Пункт отправления         | Пункт назначения  | Трасса |
| ---- | ------------------------- | ----------------- | --- |
| 14   | ст. Реутово (южн.)        | Святоозёрская ул. | Южная ул., Новокосинская ул., Салтыковская ул., Святоозёрская ул. (из Реутова), Лухмановская ул., ул. Дмитриевского, ул. Наташи Качуевской (все 3 — обратно)                                                                                             |
| 21   | 3 мкр. Новокосина         | м. Новогиреево    | |
| 706  | 2-й Московский крематорий | м. Выхино         | |
| 723  | ст. Реутово (южн.)        | Некрасовка        | Южная ул., Новокосинская ул., Салтыковская ул., Городецкая ул., Новокосинская ул., Суздальская ул., Большая Косинская ул., Златоустовская ул., ул. 8 Марта, ул. Урицкого, ул. Митрофанова, Инициативная ул., 1-я Вольская ул. (обратно 2-я Вольская ул.) |
| 760  | 2-й Московский крематорий | м. Щёлковская     | |
| 760к | МФЦ Новокосино            | м. Щёлковская     | |
| 773  | ст. Реутово (южн.)        | 9 мкр. Кожухова   | Южная ул., Суздальская ул., Большая Косинская ул., Каскадная ул., ул. Наташи Качуевской, Святоозёрская ул., Лухмановская ул. |
| 811  | 3 мкр. Новокосина         | ул. Молостовых    | |
| н4   | Новокосино                | Лубянская площадь | Салтыковская ул., Новокосинская ул., Городецкая ул., Носовихинское ш., ул. Старый Гай, Свободный пр-т, Зелёный пр-т, 2-я Владимирская ул., ш. Энтузиастов, Николоямская ул., Лубянский пр-д                                                              |

Подмосковные маршруты ГУП «Мострансавто»:
| №    | Пункт отправления  | Пункт назначения          | Трасса |
| ---- | ------------------ | ------------------------- | --- |
| 15   | ст. Реутово (сев.) | м. Первомайская           | ул. Ленина, ул. Победы, Саянская ул., Большой Купавенский пр-д, 15-я Парковая ул., Первомайская ул.                                                          |
| 17   | ст. Реутово (сев.) | м. Новогиреево            | ул. Ленина, ул. Победы, ул. Сталеваров, Фрязевская ул. (в сторону метро), Свободный пр-т (в сторону метро), Зелёный пр-т (в сторону Реутова)                 |
| 28   | ст. Реутово (сев.) | Балашиха-2                | пр-т. Мира, Советская ул. (Реутов), ул. Победы, ул. Сталеваров (обратно 1-й км МКАД), ш. Энтузиастов, Советская ул. (Балашиха), ул. Крупешина, ул. Свердлова |
| 142  | ст. Реутово (южн.) | Агрогородок               | Южная ул., Носовихинское ш., Пролетарская ул., Пионерская ул                                                                                                 |
| 142а | 10 микрорайон      | м. Новокосино             | Юбилейный пр-т, Южная ул. (обратно Носовихинское ш., ул. Октября, ст. Реутово (южн.), Юбилейный пр-т)                                                        |
| 1064 | ст. Реутово (южн.) | Наташинская ул. (Люберцы) | |

#### Маршрутное такси
| №     | Пункт отправления  | Пункт назначения        | Трасса |
| ----- | ------------------ | ----------------------- | --- |
|       | ст. Реутово (сев.) | ТК «Владимирский тракт» | ул. Ленина, ул. Гагарина, пр-т Мира |
| 1     | м. Новокосино      | ТРЦ «Реутов-Парк»       | ул. Южная (от м. Новокосино), Юбилейный пр-т, ул. Котовского (к м. Новокосино)                                                                 |
| 3     | ст. Реутово (южн.) | ТРЦ «Реутов-Парк»       | ул. Южная, Юбилейный пр-т, Носовихинское ш.(обратно)                                                                                           |
| 4     | м. Новокосино      | ТЦ «Экватор»            | Носовихинское ш., ул. Молодёжная, ул. Октября, ТЦ «Экватор», ул. Южная (круговой, односторонний)                                               |
| 6     | ст. Реутово (сев.) | м. Новокосино           | пр-т Мира, Советская ул., ул. Победы, МКАД, Юбилейный пр-т, ул. Южная, Носовихинское ш. (обратно)                                              |
| 7     | ст. Реутово (сев.) | м. Новокосино           | ул. Ленина, ул. Победы, МКАД, Юбилейный пр-т, ул. Южная, Носовихинское ш. (обратно)                                                            |
| 25к   | ст. Реутово (сев.) | Новая деревня           | ул. Ленина, ул. Победы, Горьковское шоссе |
| 100   | м. Выхино          | Агрогородок             | |
| 142   | ст. Реутово (южн.) | Агрогородок             | Южная ул., Носовихинское ш., Пролетарская ул., Пионерская ул                                                                                   |
| 533к  | Комсомольская ул.  | м. Новогиреево          | ул. Дзержинского, ул. ул. Строителей, ТРК «Шоколад», ул. Победы, ул. Сталеваров                                                                |
| 579к  | ст. Реутово (сев.) | м. Новогиреево          | пр-т Мира, Советская ул., ул. Победы, ул. Сталеваров, Зелёный пр-т                                                                             |
| 917к  | ст. Реутово (сев.) | м. Новогиреево          | ул. Ленина, ул. Победы, ул. Молостовых |
| 926к  | ст. Реутово (сев.) | м. Выхино               | ул. Ленина, ул. Победы, МКАД, Реутовская ул., Вешняковская ул.                                                                                 |
| 940к  | ст. Реутово (южн.) | Мега (Ашан, Икеа)       | |
| 941к  | ст. Реутово (южн.) | Рынок «Садовод»         | Салтыковская ул., ул. Руднёвка, Лухмановская ул., ул. Толстого, Комсомольский пр-т, ст. Люберцы (южн.), Смирновская ул., ТРЦ «Мега Белая дача» |
| 1073к | ТРК «Шоколад»      | м. Новогиреево          | ул. Строителей, ул. Победы, ул. Молостовых |
| 1174к | Городской суд      | м. Выхино               | Юбилейный пр-т, ул. Старый Гай, Вешняковская ул., пл. Амилкара Кабрала                                                                         |

#### Прокат электросамокатов
В 2021 году появился сервис кикшеринга Юрент, в следующем году — сервис Whoosh. На самокатах имеется ограничение скорости 25 км/ч.

#### Парковка
С ноября 2024 года были введены первые 3 участка платной парковки: у рынка на Ашхабадской и к северу от станции МЦД-4 (по Ленина и Дзержинского).

### Водоснабжение и водоотведение
Водоснабжение и водоотведение города осуществляется с использованием ресурсов московского городского Мосводоканала.
Сброс воды от атмосферных осадков, от полива улиц и зеленых насаждений, дренажных вод от сброса из коллекторов подземных коммуникаций, а также сбросы нормативно-чистых и нормативно-очищенных вод от промышленных предприятий и организаций осуществляется в реки Серебрянка, Чечёра и сети Мосводосток. Поверхностный сток собирается кюветами вдоль улиц, водоотводными канавами и системой ливневой канализации, общей протяжённостью 30 км. Отвод и сброс собранных вод производится за пределы города в очистные сооружения города Москвы («Ново-Косино», «Никольская канава», «Ивановское»), а также в реку Чечеру. Очистных сооружений для очистки поверхностного стока в Реутове нет.
На территории города предприятие ООО «Реутовский водоканал» обслуживает 97,3 км водопроводных и 76,6 км канализационных сетей, 3 водозаборных узла (ВЗУ), 4 артезианских скважины, 5 канализационно-насосных станции (КНС), 24 водопроводно-насосных станции (ВНС), при этом непосредственно на балансе предприятия находятся 93,1 км водопроводных и 74,5 км канализационных сетей, 3 ВЗУ, 4 артезианских скважины, 5 КНС, 5 ВНС. Кроме того в совместном использовании 4 ВНС и на обслуживании 8 ВНС.
От Восточной водопроводной станции (ВВС) вдоль северной границы Реутова проложены московские водоводы № 1 и № 2 диаметром по 1200 мм каждый и водовод № 9 диаметром 1400 мм. Вдоль МКАД проложено три водовода ВВС № 8, № 9 и № 11 диаметрами по 1400 мм каждый, с них вода подаётся на городские ВЗУ № 7 (в южной части города в микрорайоне № 7, Носовихинское шоссе, д.1А) и № 9 (в северной части города между МКАД и ул. Победы, ул. Победы, д.33Б). В промзоне (ул. Профсоюзная, д.10А) располагается городской ВЗУ № 8, который питается водой из двух артезианских скважин.
Подача воды из ВВС «Мосводоканал» составляет около 28 тыс. м³ в сутки. Отбор артезианской воды в Реутове производят городские и ведомственные скважины. Общий отбор подземной воды составляет ориентировочно 3 тыс. м³ в сутки.
Бытовые и промышленные сточные воды (водоотведение) осуществляется по напорно-самотёчным коллекторам (74,5 км) за пределы города на московские очистные сооружения Люберецкой станции аэрации. Объём стоков составляет около 30 тыс. м³ в сутки.
В соответствии с рельефом местности и сложившейся схемой водоотведения на территории городского округа Реутов выделено два основных канализационных бассейна. В первый бассейн основного коллектора диаметром 500—800 мм входит основная часть жилой застройки, микрорайоны 1, 2, 3-3А, часть 4, 5, 6, 7, 8. Во второй бассейн — коллектора диаметром 500—1000 мм от промзоны входит территория западной части города.

## СМИ
- «ПроРеутов»
- «Реут»
- «Реутовское телевидение»
- «НПО машиностроения» издаёт корпоративную газету «Трибуна ВПК»[150]

В Реутове располагается редакция одного из старейших в России изданий по охоте — литературно-художественного альманаха «Охотничьи просторы».

## Упоминания
- В 1970 году в московском районе Вешняки появилась Реутовская улица[151], а в 2018 - в Балашихе[152].
- С 1971 по 2008 имя города носил теплоход «Реутов».
- В 2013 году название «Реутов» получил 18 километровый кратер на Марсе, возле которого в 1971 году совершил посадку спускаемый аппарат межпланетной автоматической станции Марс-3[153].

### Визиты
Город посещали главы государства: Н. С. Хрущёв, В. В. Путин, Д. А. Медведев. Также в Реутов приезжали Патриархи Московские и всея Руси Тихон (4 ноября 1919) и Кирилл (11 июня 2017).

### Достижения
- 2003 год: первое место в номинации «Лучший город РФ по экономическим показателям финансового развития» во Всероссийском конкурсе «Золотой рубль» в категории «Средний город» в ЦФО[158].
- 2007 год: самый благоустроенный город Российской Федерации в категории городов с населением до 100 000 человек[159].
- 2010 год: «Золотой Феникс» в номинации «Лучшее муниципальное образование по развитию научно-промышленного комплекса» в подмосковном конкурсе «Лауреат года»[160].
- 2015 год: признан лучшим городом в Подмосковье по чистоте, благоустройству, безбарьерной среде и уличному освещению.
- 2020 год: второй раз подряд становится лучшим в индексе Минстроя РФ по качеству городской среды в группе городов с населением от 100 до 250 тысяч человек[161].

### Города-побратимы
- Мэнсфилд ( Великобритания)[уточнить]
- Несвиж ( Беларусь)

## Комментарии
1. ↑  c точки зрения административно-территориального устройства
2. ↑  c точки зрения муниципального устройства